# Jekaterynburg
Jekaterynburg (ros. Екатеринбург, Jekatierinburg) – miasto w azjatyckiej części Rosji położone po wschodniej stronie środkowego Uralu, w obwodzie swierdłowskim, nad rzeką Iset. W latach 1924–1991 nosiło nazwę Swierdłowsk (ros. Свердловск) na cześć bolszewickiego przywódcy Jakowa Swierdłowa.

## Dane ogólne

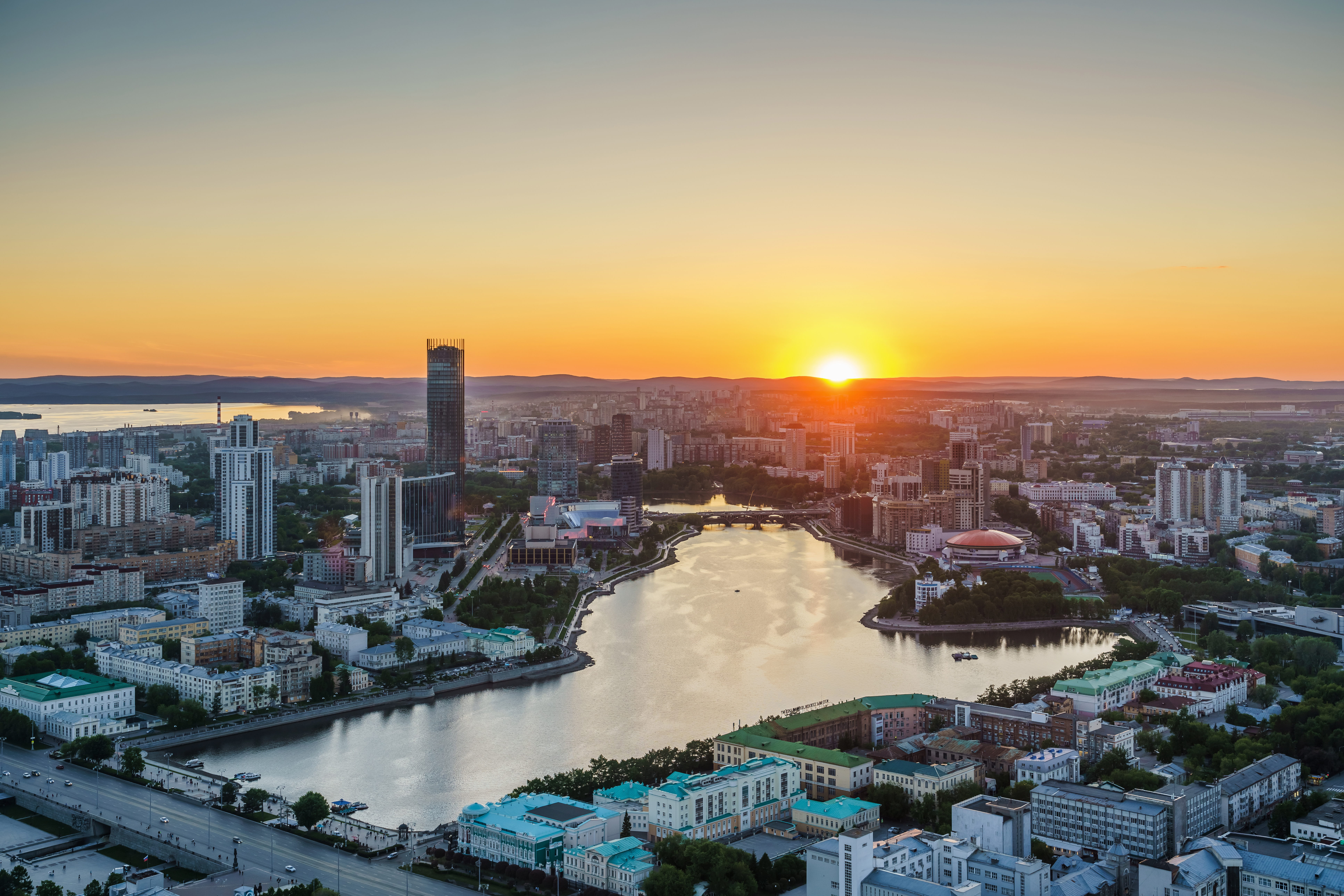
Centrum Jekaterynburga

Jekaterynburg jest czwartym pod względem liczby mieszkańców miastem Rosji (1 495 066 mieszkańców). Jest stolicą obwodu swierdłowskiego w Uralskim Okręgu Federalnym. Stanowi ważny ośrodek gospodarczy i kulturalno-naukowy kraju. Miasto jest ośrodkiem przemysłu elektromaszynowego, hutniczego, chemicznego, skórzanego, włókienniczego, spożywczego i materiałów budowlanych. Na terenie miasta działają 54 szpitale. Jest ważnym ośrodkiem naukowym; mieszczą się tutaj Uralski Uniwersytet Federalny i inne szkoły wyższe, instytuty naukowo-badawcze, Uralski Oddział Rosyjskiej Akademii Nauk. W mieście znajduje się nowoczesny kompleks biznesowy Antey. Najbardziej znaną osobą urodzoną w mieście był Boris Jelcyn. W 1918 r., po przewrocie bolszewickim, więziono tu i zamordowano cara Mikołaja II wraz z rodziną.

## Historia

### Początki
Najwcześniejsze ślady osadnictwa na terenie, który obecnie zajmuje Jekaterynburg, pochodzą z okresu mezolitu, to jest z VIII i VII stulecia p.n.e. Tereny te były zasiedlane także w neolicie, chalkolicie oraz epokach brązu i żelaza. Z uwagi na swoje położenie u podnóża Uralu nie były ziemie te najatrakcyjniejszym terenem pod osadnictwo. W późniejszym okresie terytorium to należało m.in. do Imperium mongolskiego, Złotej Ordy i Chanatu Syberyjskiego.
Kolonizacja rosyjska zaczęła się w XVII wieku. Z 1672 r. pochodzi wzmianka o wiosce staroobrzędowców w okolicach jeziora Szartasz. Panowanie Piotra Wielkiego przyniosło intensyfikację rosyjskiej infiltracji Syberii. Tereny obecnego Jekaterynburga administracyjnie należały wówczas do guberni tobolskiej. Polityka modernizacji Rosji sprawiła, że wzrosło zapotrzebowanie na surowce. Z rozkazu imperatora na wschód udawały się wyprawy w celu poszukiwania surowców naturalnych. Zakładaniem pierwszych kopalni na tym terenie zajmował się jeden z przyjaciół cara, Andrzej Winius.

### Jekaterynburg – okres cesarski

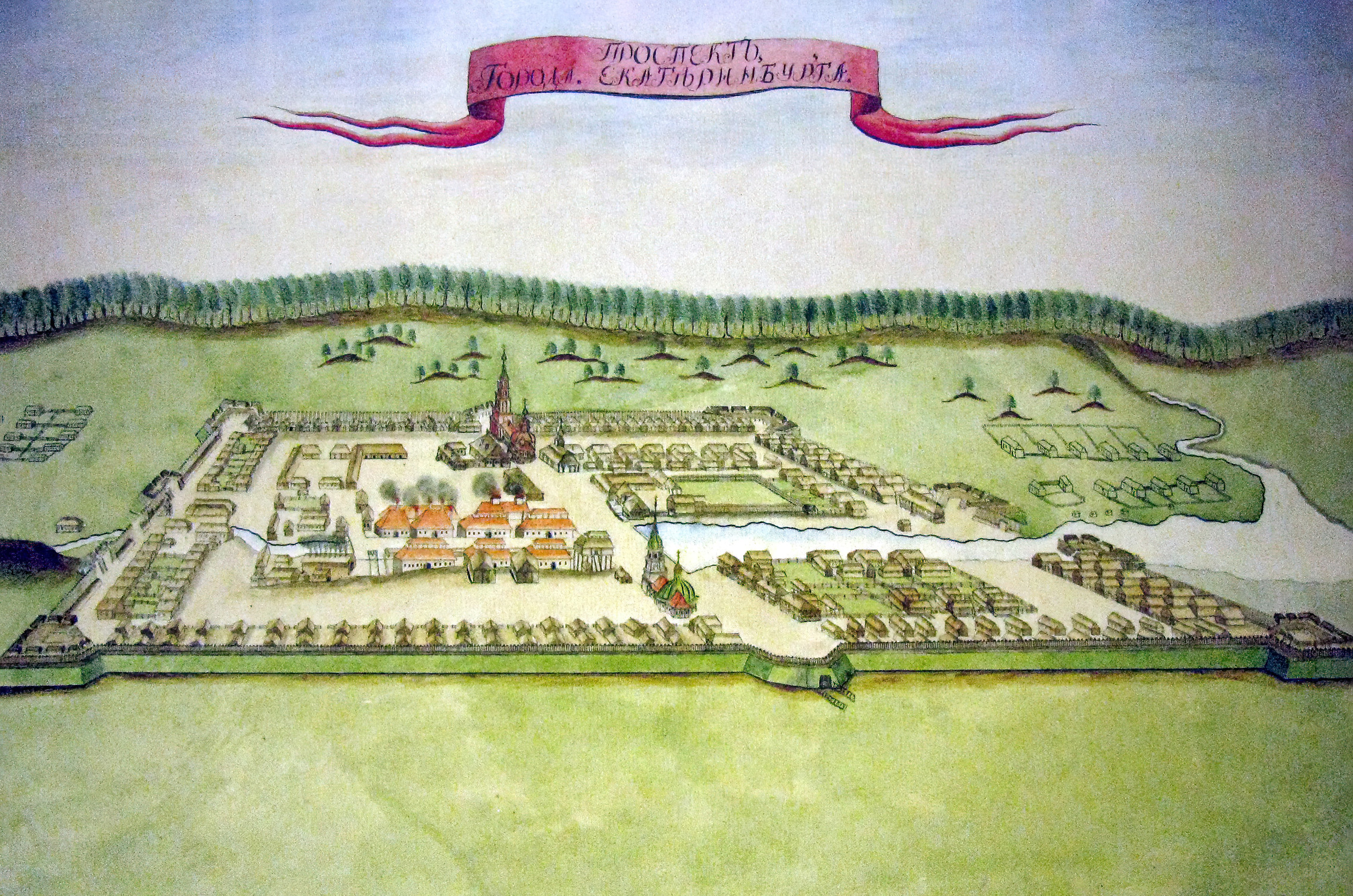
Jekaterynburg w XVIII wieku

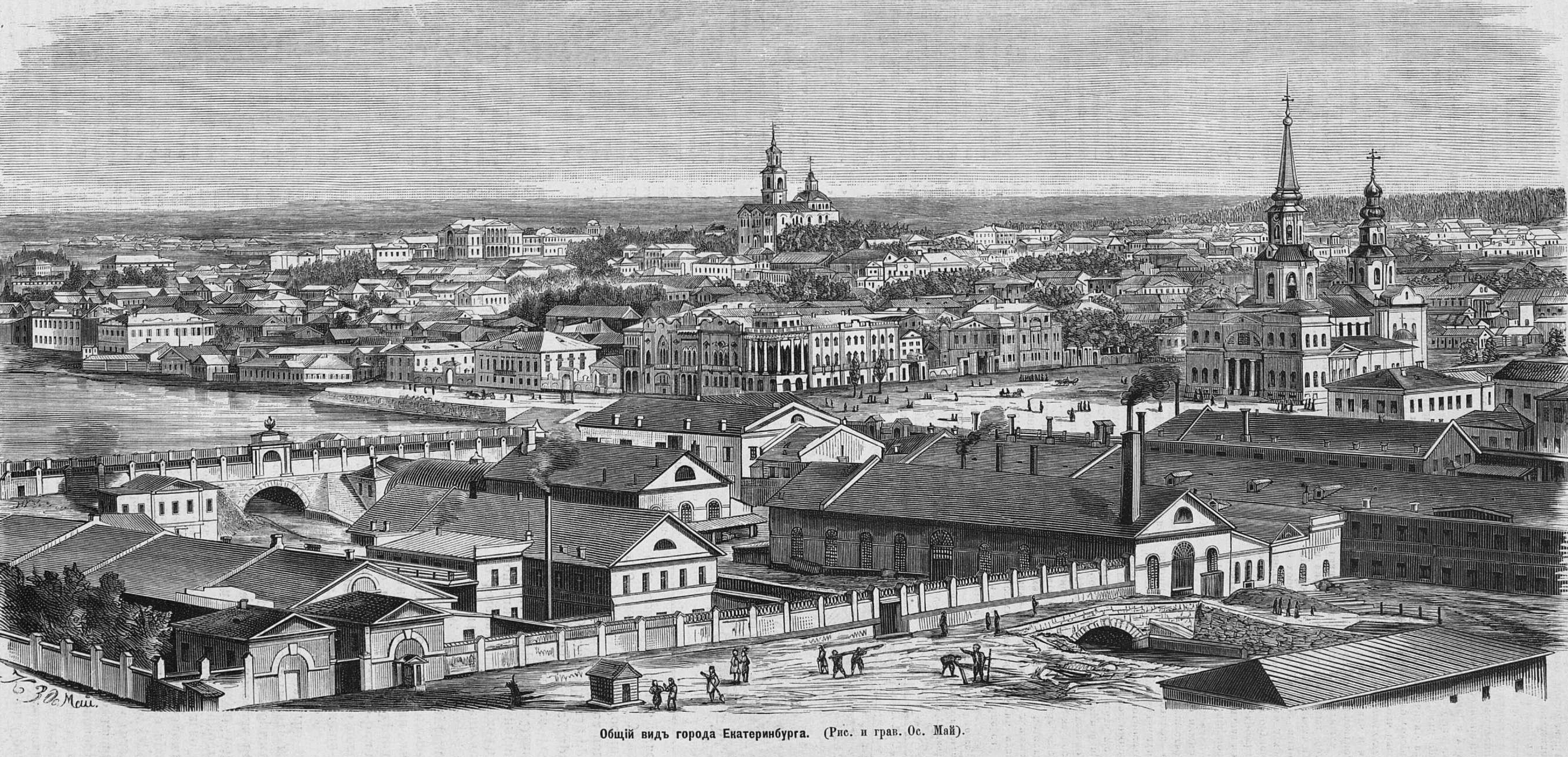
Jekaterynburg w XIX wieku

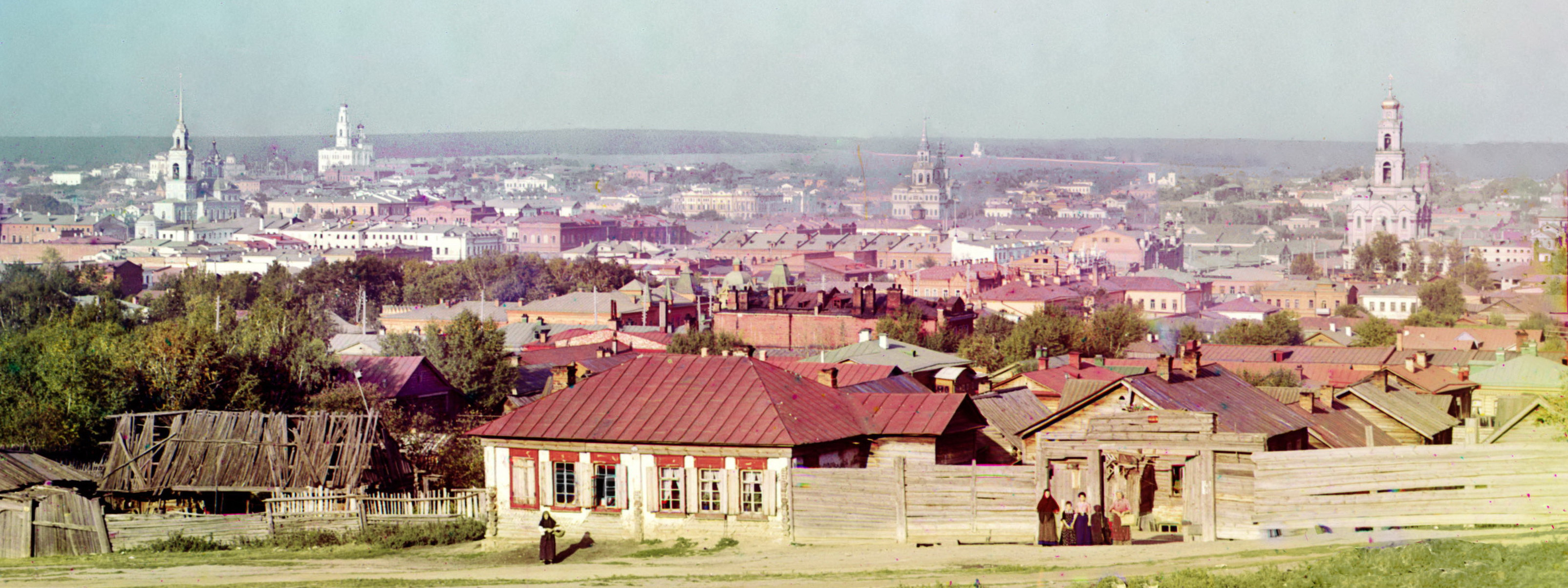
Widok z początku XX wieku

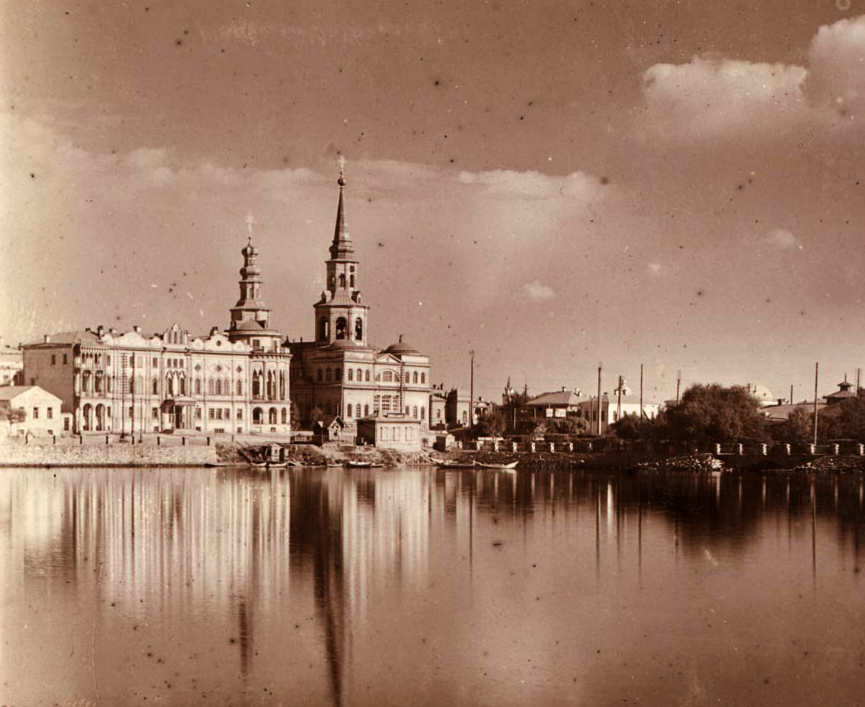
Jekaterynburg w 1910 r.

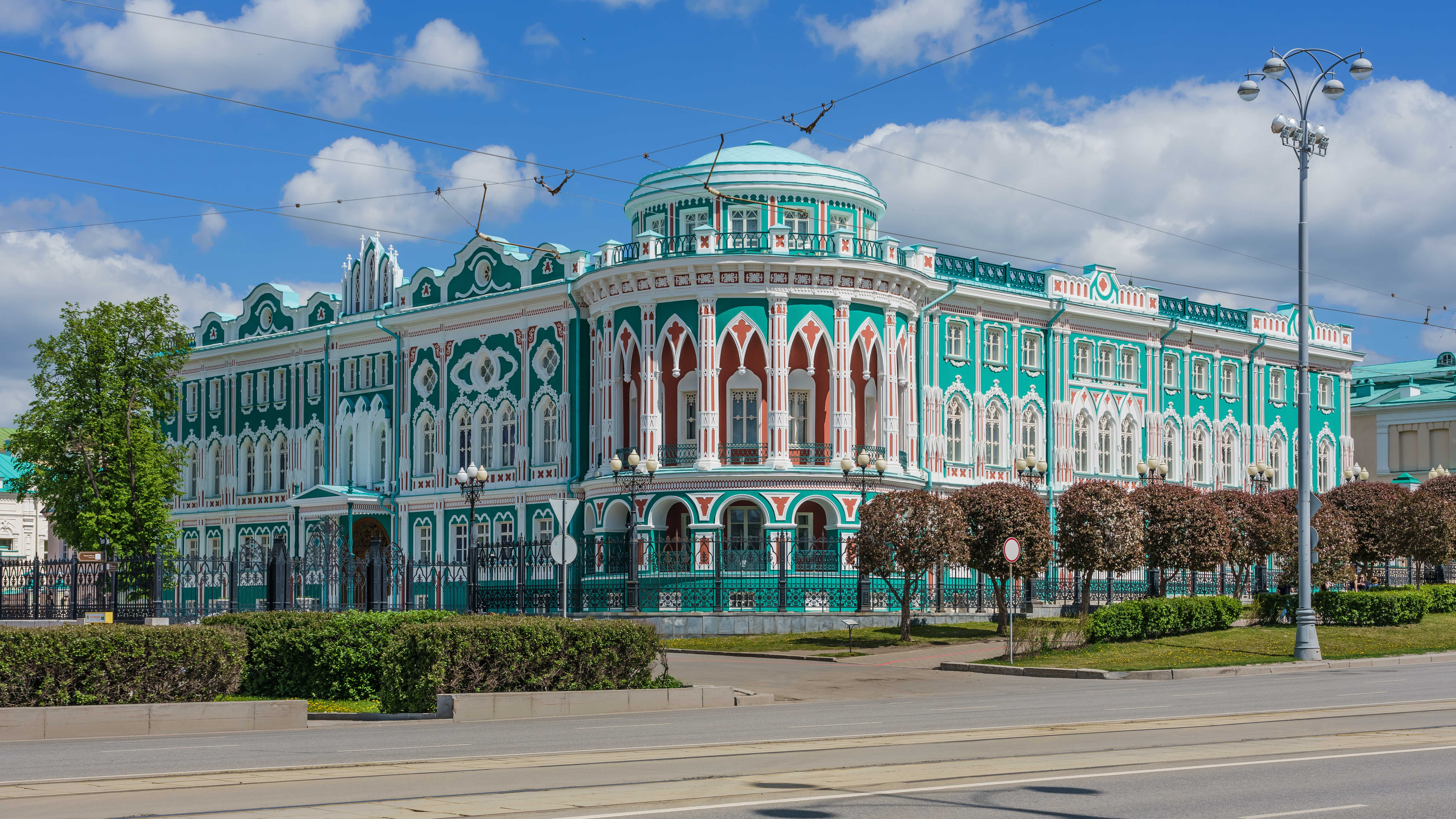
Dziewiętnastowieczna zabudowa miasta

Miasto zostało założone w 1723 r. i nazwane na cześć św. Katarzyny Aleksandryjskiej oraz cesarzowej Katarzyny I, żony imperatora Piotra I Wielkiego. Miasto założyli Wasilij Tatiszczew i Georg Wilhelm de Gennin. Oficjalną datą założenia Jekaterynburga jest 18 listopada 1723 roku. Początkowo obowiązywały różne warianty nazwy: Katerinenburh, Ekaterinburh, Ekaterin burh. Ostatecznie przyjęła się nazwa Ekaterinburg, to jest polski Jekaterynburg. Niektórzy historycy podają w wątpliwość, czy rzeczywiście miasto mogło otrzymać swoją nazwę także od św. Katarzyny Aleksandryjskiej. Brak jest jednoznacznych dokumentów potwierdzających tę tezę. Zwracają oni też uwagę, że jeśli miasto miało nosić swe imię na cześć świętej, to powinno zostać nazwane Sankt Ekaterinburgiem, podobnie jak Sankt Petersburg nazwany jest w ten sposób na cześć św. Piotra. Jeszcze w 1689 r. Piotr I wydał ukaz o stworzeniu Wielkiego Traktu Syberyjskiego, mającego połączyć europejską część Rosji z Dalekim Wschodem. Jego budowę rozpoczęto jednak dopiero około 1730 r., a Jekaterynburg znalazł się na jego trasie, co miało mieć wielkie znaczenie dla rozwoju miasta.
Pierwszy oficjalny herb Jekaterynburgowi nadała Katarzyna II w roku 1783, a prawa miejskie uzyskał on w 1781 roku. Miasto w początkach swojego istnienia było twierdzą, która miała za zadanie strzec nie tylko rubieży Imperium Rosyjskiego, ale także bogactw naturalnych regionu, szczególnie żelaza, którego masowe wydobycie tu rozpoczęto. Początkowy rozwój osadnictwa na tym terenie związany był z wydobyciem minerałów. W roku 1724 miasto liczyło 4000 mieszkańców, a w roku 1781 liczba ta już się podwoiła i Jekaterynburg zamieszkiwało 8000 ludzi. Miasto, podobnie jak Petersburg, rozwijało się według z góry ustalonego planu, a nie chaotycznej rozbudowy. W 1725 założono w mieście mennicę, która wkrótce dostarczała już Imperium przeszło 80% miedzianych monet. W 1734 r. powołano nowoczesną policję miejską, trzecią po Petersburgu i Moskwie. Miasto zasłynęło także wkrótce jako centrum gliptyki. Kunsztownie ozdobione kamienie szlachetne i półszlachetne stały się nieodzownym elementem dekoracyjnym na dworze cesarskim i ozdobiły m.in. Pałac Zimowy, kompleks pałacowy w Carskim Siole czy pałac w Peterhofie.
W czasie powstania Pugaczowa w 1774 r. Jekaterynburg był oblegany, ale nie został zdobyty. Po stłumieniu powstania Katarzyna II przeprowadziła reformę administracyjną. Jekaterynburg znalazł się w jej wyniku w granicach guberni permskiej, której stolicą zostało miasto Perm. Ta sytuacja utrzymać się miała do roku 1918. W Jekaterynburgu zlokalizowano siedzibę ujezdu. Reforma administracyjna imperatora Pawła I z 1796 r. nie zmieniła wiele, ale Jekaterynburg miał się odtąd cieszyć bardzo dużą niezależnością od zarówno cywilnych, jak i wojskowych władz guberni permskiej. Na początku XIX wieku w rejonie miasta odkryto złoża złota. Rozwijał się też przemysł wydobywania i obróbki szafirów, szmaragdów, akwamarynów i diamentów. Kupcy z Jekaterynburga mieli wkrótce kontrolować większość rosyjskiego rynku metali i kamieni szlachetnych.
W 1861 r. imperator Aleksander II na fali odwilży posewastopolskiej przeprowadził w Imperium reformę znoszącą poddaństwo. Wywołało to kryzys w zakładach jekaterynburskich, które zostały pozbawione taniej siły roboczej. Kolejnym uderzeniem w rozwój Jekaterynburga było zniesienie jego specjalnej autonomii w ramach guberni, od tej pory władze w mieście stały się zależne od władz w Permie. Miasto liczyło wówczas około 25 000 mieszkańców. Znaczenie przemysłu wydobywczego i metalurgicznego zaczęło maleć. Na znaczeniu zaczęły natomiast zyskiwać inne branże: spożywcza czy transportowa. Zaczęło się natomiast rozwijać jako finansowe centrum Syberii. W 1848 r. otwarto pierwszy bank w mieście. W 1871 r. oddział Banku Wołżańskiego, a w 1872 r. Syberyjski Bank Handlowy, który miał się później stać jednym z największych w Rosji. Powstawały nowe instytucje, takie jak Towarzystwo Rolnicze, Towarzystwo Techniczne czy Uralskie Towarzystwo Medyczne. Na ten okres przypada także rozwój kolei żelaznej w Rosji. W 1876 r. pierwsza linia kolejowa połączyła Jekaterynburg ze stolicą guberni, Permem. W 1886 r. otwarto linię Jekaterynburg-Tiumeń, w 1897 r. Jekaterynburg-Czelabińsk, a miasto z uwagi na swoje położenie znalazło się na szlaku Kolei Transsyberyjskiej. Akcjonariuszem linii Jekaterynburg-Tiumeń oraz Syberyjskiego Banku Handlowego był Polak, Alfons Koziełł-Poklewski. W 1884 r. ufundował on w mieście kościół katolicki. Jekaterynburg zaczął rozwijać się także jako ważny ośrodek spożywczy, szczególnie jeśli chodzi o produkcję mąki. W 1887 r. zorganizowano w Jekaterynburgu Syberyjsko-Uralską Wystawę Naukowo-Przemysłową. W roku 1904 populacja miasta przekroczyła 55 000 mieszkańców. W mieście działało wtedy 49 zakładów produkcyjnych.

### Jekaterynburg – okres rewolucyjno-wojenny
W czasie rewolucji 1905 roku jak w całej Rosji w Jekaterynburgu dochodziło do strajków i zamieszek. Sytuacja w mieście radykalizowała się, w zajściach brał udział m.in. Jakow Swierdłow, późniejszy patron miasta. Władze tłumiły manifestacje i nielegalne zgromadzenia. W 1911 r. i 1914 r. w mieście działał także Aleksander Kiereński. W okresie przed I wojną światową miasto w dalszym ciągu się rozwijało. Stało się także ważnym ośrodkiem dla staroobrzędowców. Jekaterynburg rywalizował na różnych płaszczyznach z Permem. Najbardziej znaną sprawą była kwestia utworzenia pierwszego na Uralu uniwersytetu. W 1911 r. Ministerstwo Edukacji Imperium zadecydowało o utworzeniu w Jekaterynburgu uniwersytetu. 3 czerwca 1914 r. decyzję tę zatwierdził car Mikołaj II. Wkrótce jednak wybuchła wojna i projekt powołania uczelni nie mógł zostać zrealizowany. W międzyczasie Perm dzięki hojnym datkom swoich najbogatszych mieszkańców otworzył w 1916 r. uniwersytet. W ten sposób wygrał wyścig o palmę pierwszeństwa.

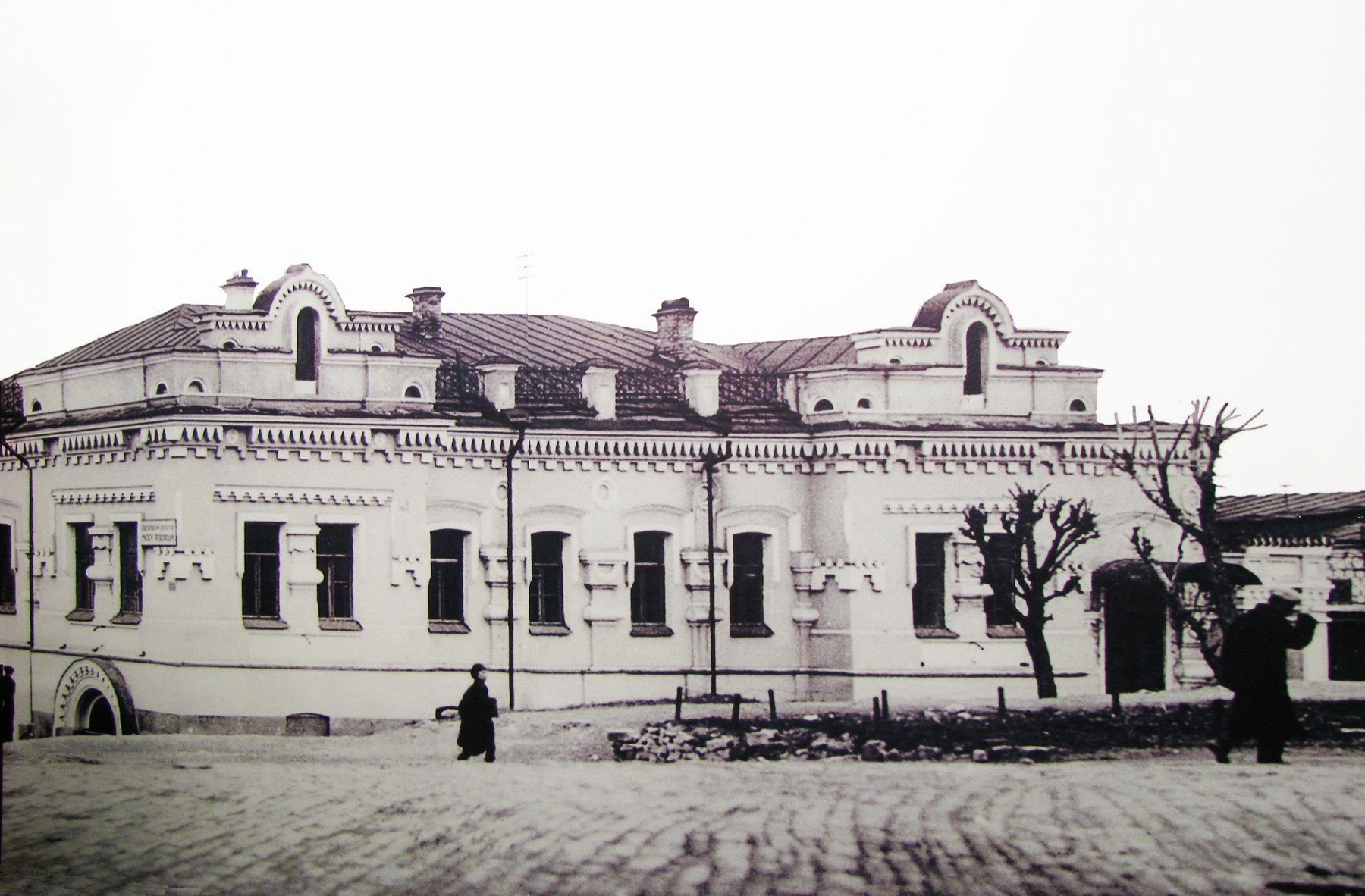
Dom Ipatiewa, w którym zamordowano cesarza Mikołaja II z rodziną

15 marca 1917 roku doszło do rewolucji lutowej, w jej wyniku powstał Rząd Tymczasowy, który został zaakceptowany przez władze Jekaterynburga. W nocy z 24 na 25 października (6/7 listopada) doszło w Piotrogrodzie do przewrotu i władzę przejęli bolszewicy. Już 26 października władzę w Jekaterynburgu przejęła lokalna rada bolszewicka. Nowy rząd przeniósł siedzibę guberni z Permu do Jekaterynburga, tworząc w ten sposób gubernię jekaterynburską. Do więzienia w mieście trafił w tym czasie Gieorgij Lwow, pierwszy premier postcarskiej Rosji po rewolucji lutowej; zwolniony na czas procesu z zakazem opuszczania miasta, zdołał jednak zbiec. Tyle szczęścia nie miał ostatni imperator Rosji. 30 kwietnia 1918 r. do Jekaterynburga została przewieziona rodzina carska. Uwięziono ich w domu Nikołaja Ipatiewa – tzw. domu specjalnego przeznaczenia, otoczonym wysokim drewnianym płotem. W nocy z 16 na 17 lipca z rozkazu Włodzimierza Lenina przeprowadzono egzekucję Mikołaja II, jego żony, Aleksandry Fiodorowny, następcy tronu cesarzewicza Aleksego oraz księżniczek Olgi, Tatiany, Marii i Anastazji. Dzień później w pobliskim Ałapajewsku bolszewicy zamordowali innych członków dynastii Romanowów.
Dziesięć dni później Korpus Czechosłowacki pod dowództwem pułkownika Siergieja Wojciechowskiego, przy wsparciu innych formacji, m.in. Korpusu Baszkirskiego, zdobył Jekaterynburg. Przez najbliższy rok miasto znajdowało się pod kontrolą Białych. W mieście zaczęła działać Francuska Misja Wojskowa. Biali otwarli tu także swoją agencję prasową. W mieście zaczęto formować oddziały wojskowe, m.in. 7 Uralską Dywizję Strzelców Górskich i 12 Uralską Dywizję Strzelecką. Wkrótce wznowiono prace rozwiązanej przez bolszewików rady miejskiej. 13 sierpnia 1918 r. w mieście zaczął funkcjonować Tymczasowy Obwodowy Rząd Uralu, który następnie podporządkował się Ogólnorosyjskiemu Rządowi Tymczasowemu, a następnie się rozwiązał. 18 listopada 1918 r. do władzy doszedł admirał Aleksandr Kołczak. Ciągle trwała wojna domowa. Z oddziałami bolszewickimi zacięte boje toczyła Armia Syberyjska. Jednak 14 lipca 1919 r. Armia Czerwona zdobyła miasto i odrzuciła Białych na wschód.

### Swierdłowsk – okres radziecki
Władze bolszewickie potwierdziły nowy status miasta jako stolicy guberni. 19 października 1920 r. z polecenia Włodzimierza Lenina utworzono w mieście Uralski Państwowy Uniwersytet. W 1923 r. przeprowadzono w Rosyjskiej Federacyjnej Socjalistycznej Republice Radzieckiej reformę administracyjną. Jekaterynburg stał się stolicą nowego obwodu uralskiego, który notabene był większy niż obecny Uralski Okręg Federalny, a więc jednostka stojąca jeszcze ponad dzisiejszymi rosyjskimi obwodami. W latach dwudziestych liczba mieszkańców miasta przekroczyła 100 000. Miasto straciło jednak pierwsze miejsce pod względem liczby ludności na Uralu na rzecz Orenburga. W roku 1924 nazwę miasta zmieniono na Swierdłowsk na cześć Jakowa Swierdłowa, zmarłego w 1919 r. przewodniczącego Centralnego Komitetu Wykonawczego Rosyjskiej SFRR. Swierdłowska nie ominęła masowa akcja walki z religią różnych wyznań. W 1925 r. w mieście wybudowano nowoczesny system kanalizacyjno-ściekowy. W Swierdłowsku zaczęły powstawać nowe budynki użyteczności publicznej, wznoszone w stylu socrealistycznym. Były to m.in. nowy budynek rady miejskiej (1930-1932), Teatr Dramatyczny (1930), Teatr Muzyczny (1933), Filharmonia (1936), Muzeum Geologiczne (1930), Galeria Sztuki. Powstały także nowe parki i ogrody, m.in. Centralny Park im. Władimira Majakowskiego (1933), arboretum (1934), ogród im. Fryderyka Engelsa (1926) oraz ogród im. Pawlika Morozowa (1931). Nowa Polityka Ekonomiczna przyniosła nawrót do prywatnej przedsiębiorczości, zwłaszcza jeśli chodzi o instytucje finansowe, tkactwo, obróbkę metali oraz przetwórstwo żywności. 7 listopada 1929 r. rozpoczęto eksploatacje pierwszej miejskiej linii tramwajowej. W 1932 r. decyzją władz w Moskwie w Swierdłowsku ustanowiono Uralski Oddział Akademii Nauk ZSRR. W latach trzydziestych Józef Stalin rozpoczął gwałtowną industrializację kraju. Polityka ta uczyniła ze Swierdłowska centrum przemysłu ciężkiego i metalurgicznego. Symbolem tej epoki jest jedna z największych fabryk radzieckich Uralmasz. Zakładano także zakłady chemiczne, elektrownie, zakłady produkujące turbiny i silniki. Liczba mieszkańców wzrosła w tym czasie z 136 500 (1926) do 423 000 (1939). Dynamika wzrostu ludności była najwyższa w całym Związku Radzieckim. Pod koniec lat trzydziestych w Swierdłowsku działało 140 zakładów przemysłowych, 25 instytutów badawczych i 12 uczelni.
W czasie II wojny światowej wiele instytutów technologicznych (np. Instytut Naukowo-Badawczy Napędu Odrzutowego), uczelni (niektóre wydziały Uniwersytetu Moskiewskiego, Kijowskiego Konserwatorium), a nawet całych fabryk zostało przeniesionych do Swierdłowska. W lipcu 1941 r. do miasta ewakuowano także z Leningradu część kolekcji Państwowego Muzeum Ermitażu. Pozostała tu ona do października 1945 roku. Wkład Swierdłowska w wielką wojnę ojczyźnianą był następujący: ponad 100 000 mieszkańców walczyło na wszystkich frontach wojny, 62 otrzymało tytuły Bohatera Związku Radzieckiego (m.in. Nikołaj Kuzniecow), 41 772 mieszkańców nie powróciło z wojny (z czego 21 397 zginęło w walce, 4778 w wyniku odniesionych ran, 15 491 zaginęło, a 106 w niemieckich obozach koncentracyjnych). W mieście wśród obywateli odbywały się regularne zbiórki gotówki i kosztowności na specjalny fundusz wojenny. Zebrane fundusze przekroczyły kwotę 55 milionów rubli. W szpitalach wojskowych przez cały czas trwania wojny mieszkańcy oddali około 70 ton krwi na rzecz żołnierzy. W okolicy miasta znajdowały się obozy jenieckie nr 231 i nr 523 w obwodzie Swierdłowskim dla obywateli Polski, którzy zostali aresztowani w latach 1944–1945 i byli przetrzymywani bez wyroku w obozach NKWD–MWD ZSRR jako internowani.
Po wojnie liczba mieszkańców w dalszym ciągu systematycznie rosła, by w 1959 r. osiągnąć 779 000. W dalszym ciągu trwały procesy rozbudowy dotychczasowych i budowy nowych fabryk i zakładów w mieście. Same produkty wytwarzane w Swierdłowsku były eksportowane do 56 krajów. Z uwagi na swoje znaczenie dla przemysłu zbrojeniowego Swierdłowsk był miastem zamkniętym dla cudzoziemców. Przebudowano centrum miasta, rozbudowując i powiększając główny plac miasta oraz dochodzące do niego ulice im. Lenina i im. Swierdłowa. Zainwestowano także w infrastrukturę sportową budując Pałac Kultury (1957) i Stadion Centralny (1957).

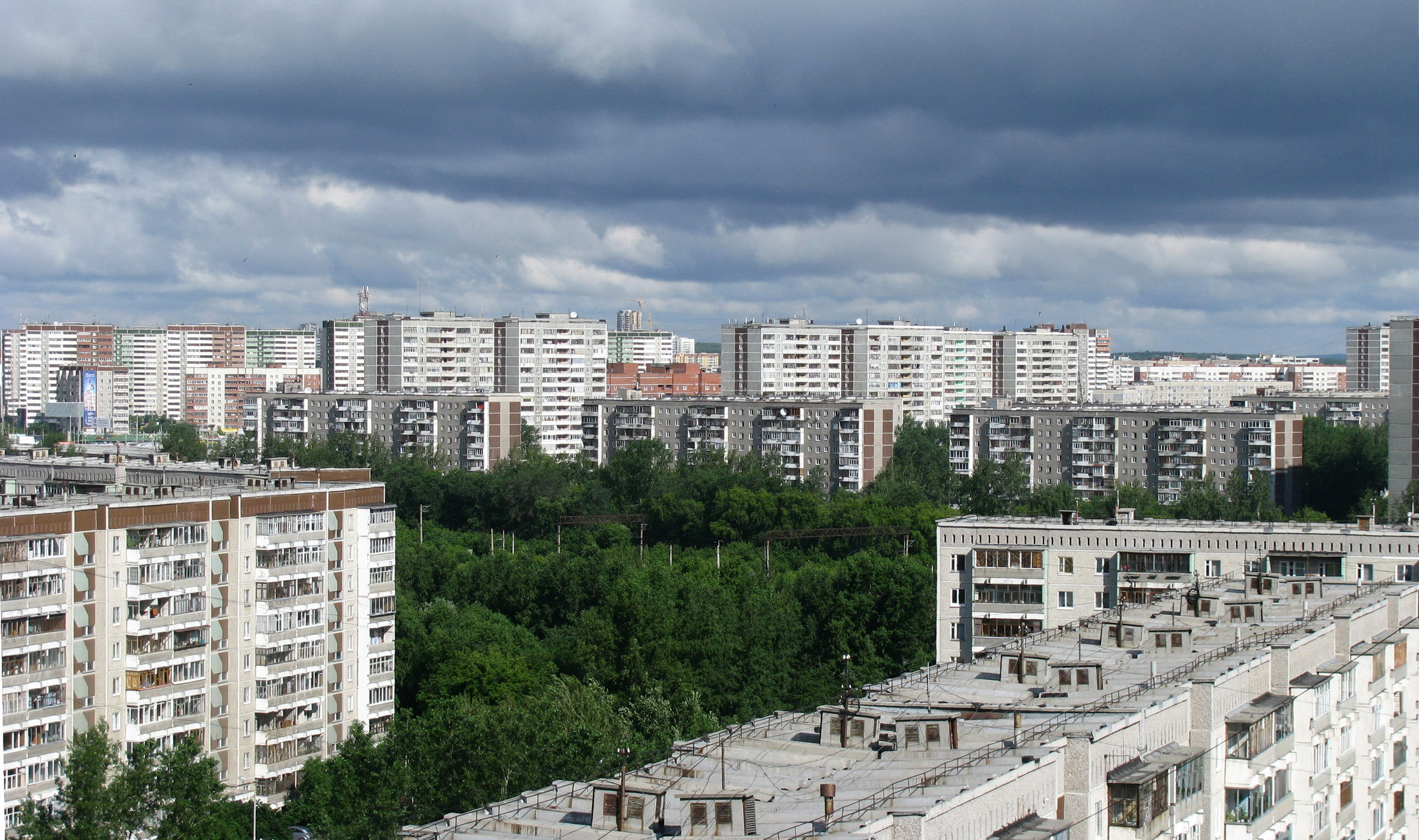
Zabudowa miasta z czasów sowieckich

W latach sześćdziesiątych miasto przeżywało gwałtowną rozbudowę. Zgodnie z decyzją Nikity Chruszczowa w Swierdłowsku zbudowano wiele dzielnic składających się z typowych radzieckich bloków mieszkalnych. Są to między innymi dzisiejsze dzielnice Kirowska czy Czkałowska. Utworzono nowe szkoły wyższe: Instytut Inżynierów Kolejnictwa (1956), Instytut Ekonomii Narodowej (1967), Instytut Architektury (1972). W 1967 r. otwarto w Swierdłowsku pierwsze w Związku Radzieckim sztuczne lodowisko. 23 stycznia 1967 r. liczba mieszkańców przekroczyła jeden milion. W 1973 r. Swierdłowsku nadano Order Lenina. Na przełomie marca i kwietnia 1979 roku doszło do tragicznego wypadku w fabryce opracowującej, produkującej i magazynującej broń biologiczną. Władze radzieckie próbowały zatuszować katastrofę. Liczbę ofiar śmiertelnych skażenia wąglikiem szacuje się na około 100 osób. Mimo ograniczeń wjazdowych dla cudzoziemców Swierdłowsk zyskał pewne znaczenie jako miejsce spotkań dyplomatycznych. W 1963 r. Nikita Chruszczow spotkał się tutaj z Fidelem Castro. W kolejnych latach w mieście pojawiła się także m.in. delegacja indyjska z Jawaharlalem Nehru i Indirą Gandhi, fińska z Urho Kekkonenem, północnokoreańska z Kim Ir Senem, irańska z Mohammadem Pahlawim, czechosłowacka z Ludvíkiem Svobodą, etiopska z Haile Selassie I, czy wreszcie chińska z Mao Zedongiem i amerykańska z Richardem Nixonem.
W latach osiemdziesiątych miasto wraz z całym krajem przeżywało zastój ekonomiczny. W czasie puczu moskiewskiego w sierpniu 1991 roku Boris Jelcyn wybrał Swierdłowsk na ewentualną zastępczą stolicę Rosji, w razie gdyby władzę w Moskwie przejęli jego przeciwnicy. Do miasta został wysłany Oleg Łobow, ówczesny tymczasowy premier Rosji, który w sytuacji powodzenia puczu miał reprezentować legalny rząd. 4 września 1991 r. decyzją rady miasto ze Swierdłowska na powrót stało się Jekaterynburgiem. 25 grudnia 1991 r. do dymisji podał się prezydent ZSRR – Michaił Gorbaczow, następnego dnia (26 grudnia) r. Rada Najwyższa ZSRR uznała ten fakt i sama także się rozwiązała. Związek Socjalistycznych Republik Radzieckich formalnie przestał istnieć 31 grudnia 1991 roku.

### Jekaterynburg – współczesność

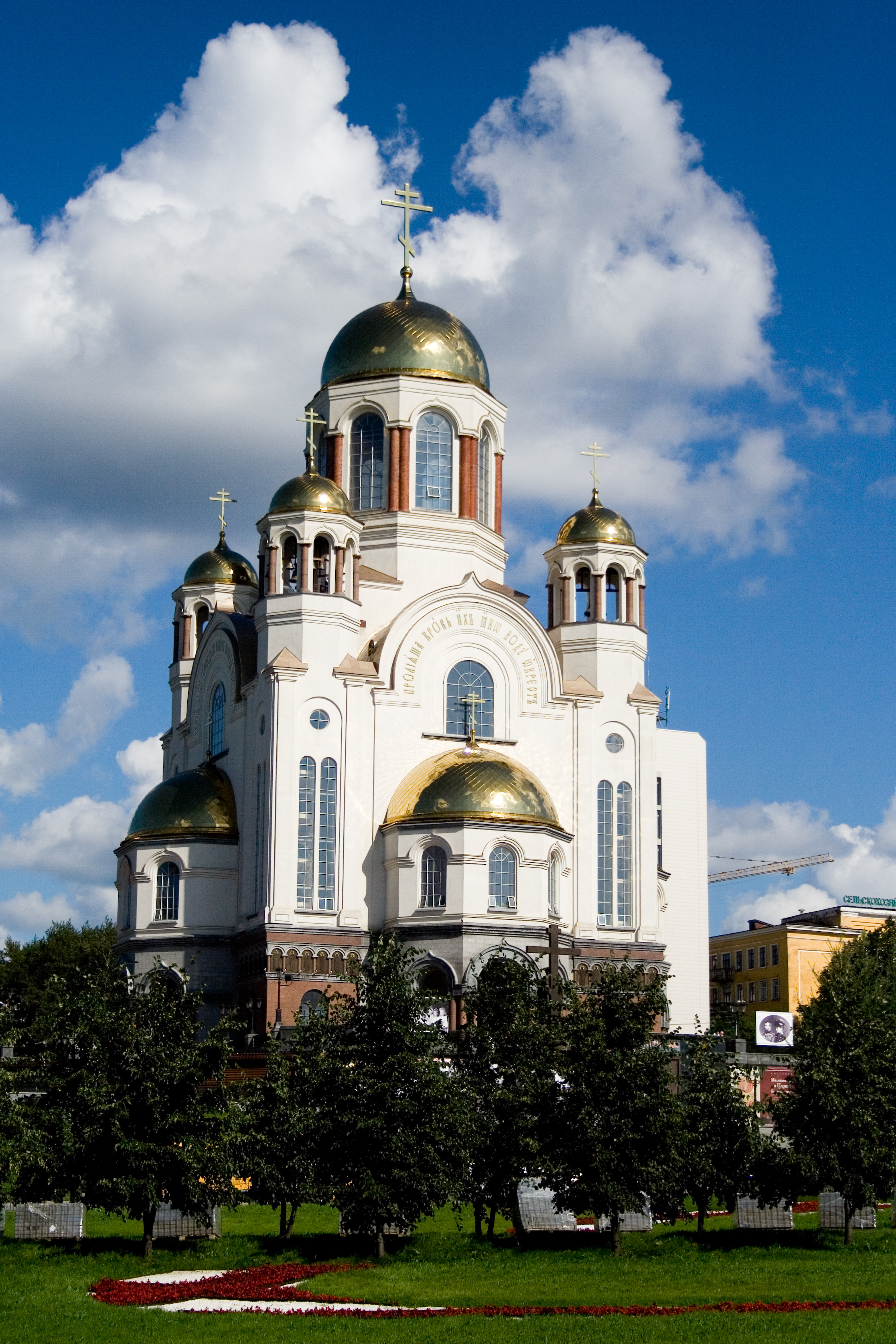
Cerkiew na Krwi

Jeszcze w grudniu 1991 r. sowiecka rada miejska przekształciła się w nowy organ administracyjny. Został on rozwiązany w październiku 1993 r. przez prezydenta Borisa Jelcyna wraz ze wszystkimi samorządami w kraju. W 1994 r. odbyły się wybory do nowej rady miejskiej, która w 1995 r. została przemianowana na Dumę Miejską Jekaterynburga. Transformacja gospodarczo-ustrojowa spowodowała zahamowanie rozwoju regionu, upadek wielkich zakładów, wzrost bezrobocia i zubożenie ludności. Był to także okres niepokojów społecznych i wzrostu przestępczości, co zaowocowało przezwaniem Jekaterynburga „kryminalną stolicą Rosji”. Doszło nawet do tego, że wrzucono granat do jednego z budynków administracji miejskiej. Mimo to 26 kwietnia 1991 r. udało się oddać do użytku pierwszą linię jekaterynburskiego metra.
Pod koniec lat dziewięćdziesiątych sytuacja ekonomiczna miasta zaczęła się poprawiać. Miasto rozpoczęło inwestycje w transport i infrastrukturę. Zaczęły powstawać hotele i centra handlowe. Wzniesiono nowoczesny kompleks biznesowy Antey. Rozpoczęły się remonty i renowacje budynków użyteczności publicznej oraz obiektów sportowych. Dobra kondycja uralskich przedsiębiorstw sprawia, że w mieście prowadzone są inwestycje na wielką skalę. Przyznanie Rosji prawa do organizacji Mistrzostw Świata w Piłce Nożnej 2018, podczas których Jekaterynburg ma spore szanse zostać jednym z miast-gospodarczy, powinno utrzymać korzystną koniunkturę.
Miasto w dalszym ciągu utrzymuje pewne znaczenie dyplomatyczne. W 2003 r. odbyło się tutaj oficjalne spotkanie prezydenta Władimira Putina z kanclerzem Gerhardem Schröderem. W 2009 odbyły się tutaj natomiast szczyty Szanghajskiej Organizacji Współpracy i BRICS. W lipcu 2010 r. w Jekaterynburgu doszło do niemiecko-rosyjskich konsultacji z udziałem prezydenta Dmitrija Miedwiediewa i kanclerz Angeli Merkel. Porównując obecny Jekaterynburg z sowieckim Swierdłowskiem, zauważalny jest znaczący spadek znaczenia na gospodarczej mapie Rosji. W latach dziewięćdziesiątych zamknięto wiele fabryk i przedsiębiorstw. Obecnie, biorąc pod uwagę produkcję przemysłową, Jekaterynburg zajmuje ostatnie miejsce wśród miast Rosji o liczbie ludności sięgającej lub przekraczającej jeden milion, za Moskwą, Petersburgiem, Permem, Czelabińskiem, Ufą, Niżnym Nowogrodem i Omskiem.

## Zabytki i atrakcje Jekaterynburga

### Obiekty sakralne
- Wielki Złatoust
- Cerkiew na Krwi
- Cerkiew Wniebowstąpienia Pańskiego
- Sobór św. Aleksandra Newskiego
- Sobór św. Jana Chrzciciela
- Sobór Świętej Trójcy
- Cerkiew Wszystkich Świętych
- Cerkiew Świętej Trójcy
- Cerkiew Przemienienia Pańskiego
- Cerkiew Podwyższenia Krzyża Pańskiego
- Monaster Podwyższenia Krzyża Pańskiego
- Cerkiew Narodzenia Pańskiego
- Cerkiew św. Kseni Petersburskiej
- Cerkiew św. Serafina z Sarowa
- Kaplica św. Katarzyny Aleksandryjskiej
- Rzymskokatolicki kościół św. Anny
- Ormiański kościół św. Jana Chrzciciela
- Synagoga w Jekaterynburgu

### Pomniki
- Pomnik Klawiatury
- Pomnik Włodzimierza Wysockiego i Mariny Vlady
- Pomnik Borisa Jelcyna
- Pomnik Aleksandra Popowa
- Pomnik Tatiszczewa i de Gennina
- Pomnik Karty Płatniczej
- Pomnik Jakowa Swierdłowa
- Pomnik Włodzimierza Lenina
- Pomnik Gieorgija Żukowa
- Pomnik myśliwca BI-1

### Inne
- Pałac Rastorgujewa-Charitonowa
- Swierdłowskie Obwodowe Muzeum Krajoznawcze
- Ogród zoologiczny w Jekaterynburgu
- Jekaterynburski Cyrk
- Basznia Iset
- Klasycystyczne domy z XVIII i XIX wieku

### Zniszczone obiekty
- Sobór św. Katarzyny Aleksandryjskiej
- Sobór Objawienia Pańskiego
- Pomnik Aleksandra II Romanowa

## Geografia i klimat

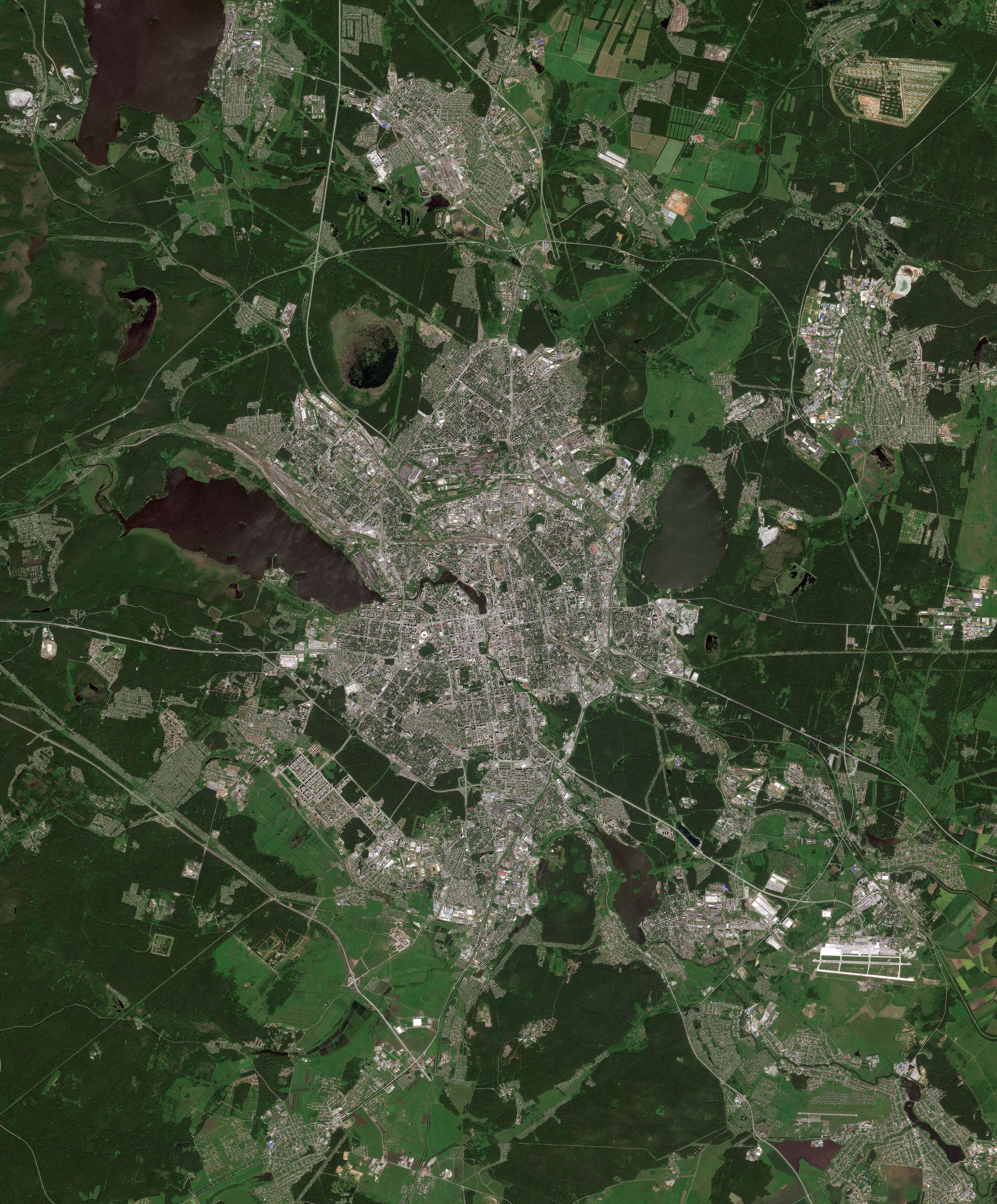
Jekaterynburg i jego przedmieścia, zdjęcie satellitarne ESA Sentinel-2

Jekaterynburg znajduje się w pobliżu granicy Europy i Azji, która przebiega przez oddalony o 25 km na zachód Pierwouralsk. Leży 1167 kilometrów na wschód od Moskwy, u wschodnich podnóży gór Ural, nad rzeką Iset. Jest otoczony częściowo zalesionymi równinami, wykorzystywanymi przeważnie w celach rolniczych i kilkoma małymi jeziorami. Miasto położone jest w strefie klimatu umiarkowanego chłodnego kontynentalnego. Zima trwa około pięciu miesięcy, przeważnie rozpoczyna się w listopadzie i trwa do kwietnia. Śnieg przeważnie pokrywa miasto od listopada do marca. Zimy są mroźne, temperatury schodzą do około 20 lub 25 stopni poniżej zera w skali Celsjusza. Lato jest krótkie, ale bardzo ciepłe. Na Jekaterynburg oddziałują zmienne wiatry, z uwagi na jego położenie blisko uralskiego łańcucha górskiego. Oznacza to, że w regionie praktycznie nie występują wiosna i jesień. Wszystko to sprawia, że pogoda potrafi być zmienna i nieprzewidywalna.
| Miesiąc                              | Sty   | Lut   | Mar   | Kwi   | Maj   | Cze   | Lip   | Sie   | Wrz   | Paź   | Lis   | Gru   | Roczna |
| ------------------------------------ | ----- | ----- | ----- | ----- | ----- | ----- | ----- | ----- | ----- | ----- | ----- | ----- | ------ |
| Rekordy maksymalnej temperatury [°C] | +5.6  | +9.4  | +17.3 | +28.8 | +33.4 | +35.6 | +38.8 | +37.2 | +31.9 | +24.7 | +13.5 | +8.6  | +38,8  |
| Średnie temperatury w dzień [°C]     | -10,0 | -7,3  | +0.6  | +9.8  | +17.3 | +22.9 | +24.0 | +20.5 | +14.2 | +5.9  | -3,1  | -7,5  | +7,4   |
| Średnie dobowe temperatury [°C]      | -13,6 | -11,6 | -4,2  | +4.4  | +11.1 | +16.9 | +18.5 | +15.3 | +9.5  | +2.4  | -6,3  | -10,7 | +2,7   |
| Średnie temperatury w nocy [°C]      | -16,8 | -15,2 | -8,2  | 0,0   | +5.8  | +11.7 | +14.0 | +11.2 | +6.0  | -0,3  | -9,0  | -13,6 | −1,1   |
| Rekordy minimalnej temperatury [°C]  | -44.6 | -42.4 | -39.2 | -21.8 | -13.5 | -5.3  | +1.5  | -1.0  | -9.0  | -26.6 | -39.2 | -46.7 | −46,7  |
| Opady [mm]                           | 22,8  | 19,4  | 15,9  | 27,9  | 43,8  | 74,2  | 80,7  | 66,2  | 52,8  | 39,6  | 30,9  | 23,1  | 497,3  |
| Wilgotność [%]                       | 79    | 75    | 68    | 61    | 55    | 62    | 69    | 73    | 75    | 76    | 78    | 79    | 70,8   |
| Średnie usłonecznienie [h]           | 46.5  | 95.2  | 164.3 | 207.0 | 257.3 | 273.0 | 269.7 | 217.0 | 144.0 | 77.5  | 51.0  | 37.2  | 1839,7 |
| Źródło: Pogoda.ru.net 2011-08-14     |       |       |       |       |       |       |       |       |       |       |       |       |        |

|                          |  |                          |  |                              |  |                       |
| Jekaterynburg w kwietniu |  | Jekaterynburg w sierpniu |  | Jekaterynburg w październiku |  | Jekaterynburg w lutym |

## Demografia
W 2021 roku liczba ludności Jekaterynburga wyniosła 1 495 066 mieszkańców. Struktura populacji w 2010 roku: 185 000 nie osiągnęło wieku produkcyjnego, 889 000 w wieku produkcyjnym, 269 000 w wieku poprodukcyjnym. Kobiety stanowią 56% mieszkańców (784 000), mężczyźni 44% (616 000).

### Historia populacji
| 1724      | 1781      | 1807      | 1820      | 1856      | 1861      | 1877      | 1897      | 1923      | 1926      |
| --------- | --------- | --------- | --------- | --------- | --------- | --------- | --------- | --------- | --------- |
| 4000      | 7969      | 10 023    | 13 026    | 16 900    | 19 832    | 30 274    | 43 239    | 97 400    | 140 000   |
| 1939      | 1959      | 1970      | 1979      | 1989      | 1999      | 2000      | 2002      | 2003      | 2004      |
| 425 533   | 778 602   | 1 025 045 | 1 211 172 | 1 364 621 | 1 375 000 | 1 266 300 | 1 293 537 | 1 293 500 | 1 334 400 |
| 2005      | 2006      | 2007      | 2010      | 2012      | 2013      | 2014      | 2015      | 2016      | 2017      |
| 1 304 300 | 1 308 400 | 1 315 100 | 1 349 772 | 1 377 738 | 1 396 074 | 1 412 346 | 1 428 042 | 1 444 439 | 1 455 904 |
| 2018      | 2019      | 2020      | 2021      |           |           |           |           |           |           |
| 1 468 833 | 1 483 119 | 1 493 749 | 1 495 066 |           |           |           |           |           |           |

## Administracja

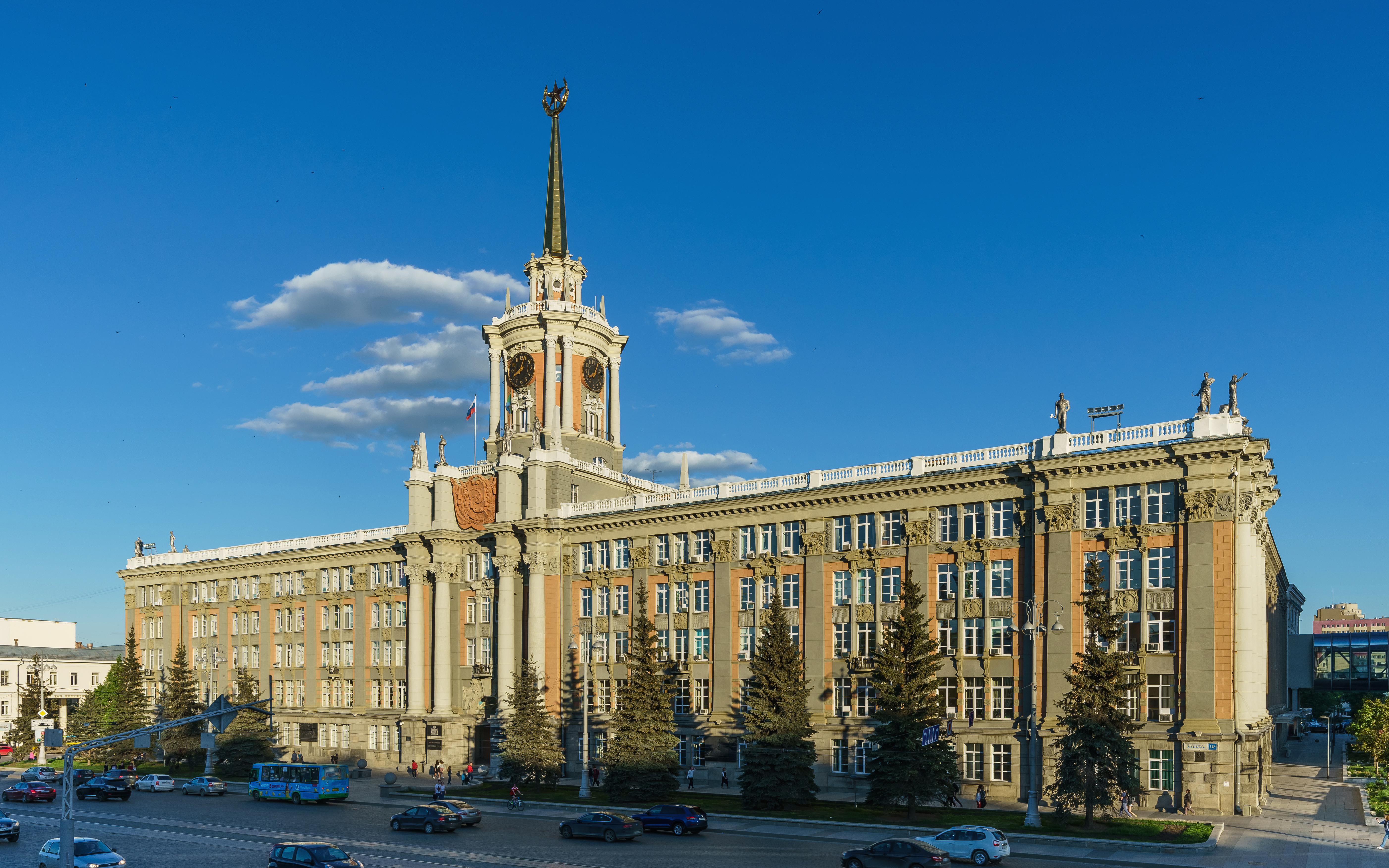
Siedziba władz Jekaterynburga

### Władze miasta
30 czerwca 2005 r. rada miejska uchwaliła Statut Jekaterynburga, który wszedł w życie 1 stycznia 2006 roku. Na jego podstawie określono, że głową miasta i szefem miejskiej administracji jest mer, wybierany w wyborach powszechnych na czteroletnią kadencję. Oficjalnie nosi on tytuł Głowy Jekaterynburga i przewodniczącego Jekaterynburskiej Dumy Miejskiej (Gława Jekatierinburga – priedsiedatiel Jekatierinburgskoj gorodskoj dumy, ros. Глава́ Екатеринбу́рга – председа́тель Екатеринбу́ргской городско́й ду́мы). W latach 1992–2010 funkcję tę pełnił Arkadij Michałjowicz Czerniecki, oficjalnie bezpartyjny, ale w wyborach w 2008 r. popierany przez partię Jedna Rosja. Czernecki zrezygnował ze stanowiska w 2010 r., jego obowiązki przejął Jewgienij Porunow. We wrześniu 2013 roku wybory na stanowisko mera wygrał Jewgienij Rojzman z ramienia partii Platforma Obywatelska. Zdobył on 33,31% głosów, a swój urząd objął oficjalnie 24 września 2013 roku. Organem stanowiącym i kontrolnym miasta jest Duma Jekaterynburga, licząca 35 radnych, wybieranych na czteroletnią kadencję.

### Podział administracyjny

Podział Jekaterynburga na rejony

Jekaterynburg podzielony jest na osiem rejonów miejskich, posiadających własne wybieralne samorządy i aparaty administracyjne.
| Lp. | Rejon                  | Liczba mieszkańców (2017 r.) | Procent ogółu mieszkańców |
| --- | ---------------------- | ---------------------------- | ------------------------- |
| 1.  | Rejon akademiczeskij   |                              |                           |
| 2.  | Rejon wierch-iseckij   | 213 020                      | 15%                       |
| 3.  | Rejon żeleznodorożnyj  | 161 670                      | 11%                       |
| 4.  | Rejon kirowski         | 225 691                      | 15%                       |
| 5.  | Rejon leninowski       | 158 840                      | 11%                       |
| 6.  | Rejon oktiabrskij      | 146 670                      | 10%                       |
| 7.  | Rejon ordżonikidzewski | 284 510                      | 20%                       |
| 8.  | Rejon czkałowski       | 265 113                      | 18%                       |

## Gospodarka

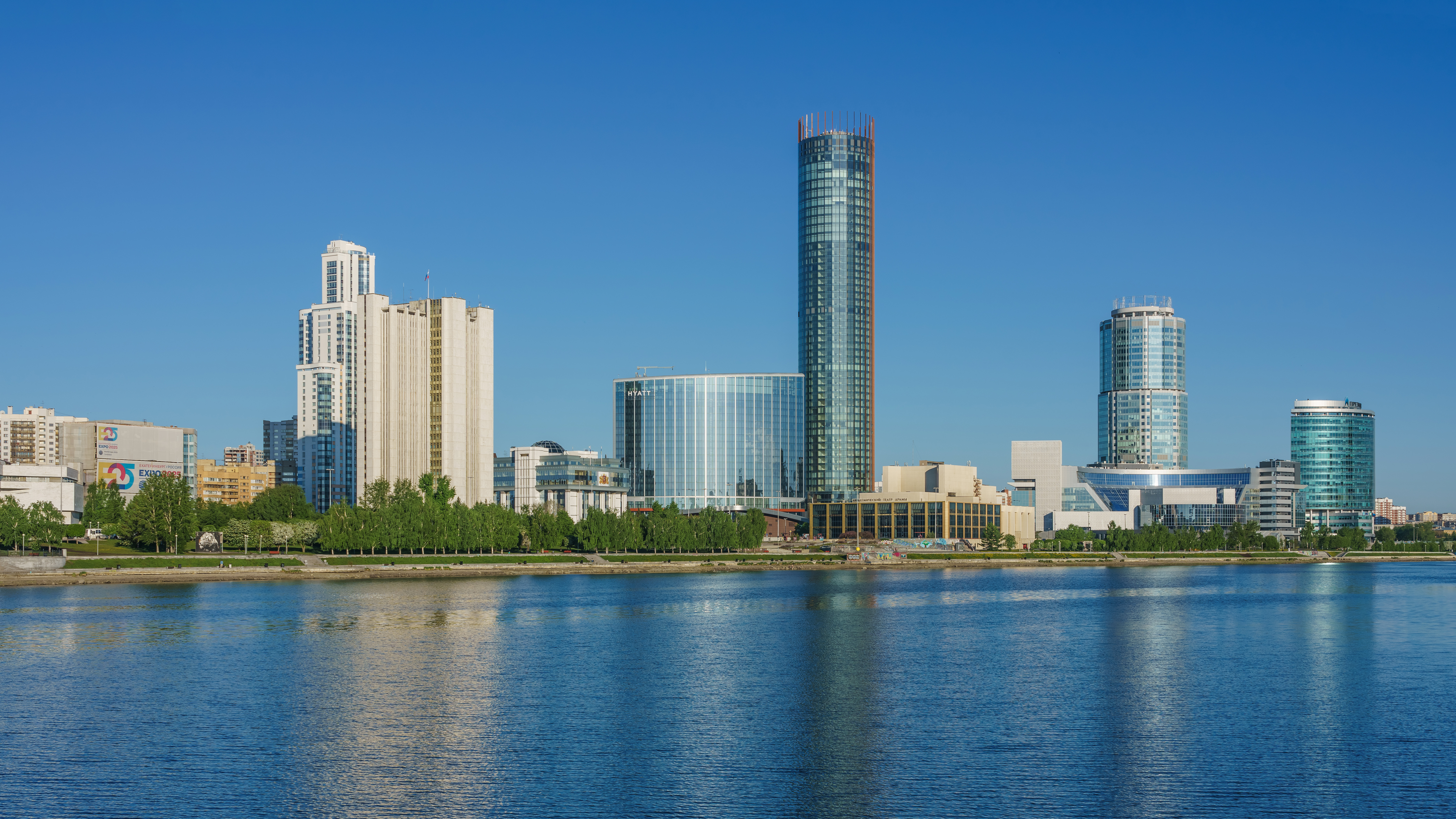
Yekaterinburg-City

Od początku swojego powstania Jekaterynburg był ważnym ośrodkiem Imperium Rosyjskiego. Początkowo jako centrum zakładów metalurgicznych i jako centrum wydobycia węgla kamiennego na Uralu. W czasach radzieckich stał się ośrodkiem przemysłu ciężkiego. Obecnie to jeden z największych ośrodków gospodarczych w Federacji Rosyjskiej. Rozwinięty przemysł elektromaszynowy (nastawiony na górnictwo), przemysł chemiczny, hutniczy, drzewny, materiałów budowlanych, włókienniczy i spożywczy. Ważny węzeł transportowy. W mieście i jego najbliższej okolicy funkcjonuje kilka wielkich fabryk i przedsiębiorstw. Najbardziej znane są zakłady Uralmasz, największe rosyjskie przedsiębiorstwo wytwarzające sprzęt ciężki. Oprócz nich w mieście działają: Zakłady Mechaniczne imienia Kalinina, Energomasz (turbiny, generatory), Uralelektromed (obróbka miedzi), Uraltransmasz (sprzęt wojskowy), Uralwagonzawod (w czasie wojny produkował m.in. czołgi T-34), Bogosławskie Zakłady Aluminium, zakłady VIZ (jeden z największych na świecie producentów blachy elektrotechnicznej), Zakłady NMTK (branża górnicza i metalurgiczna). Siedzibę w mieście mają także linie lotnicze Ural Airlines oraz oddział Gazpromu znany jako Gazprom Transgaz Jekaterynburg (do 2008 r. Uraltransgaz).

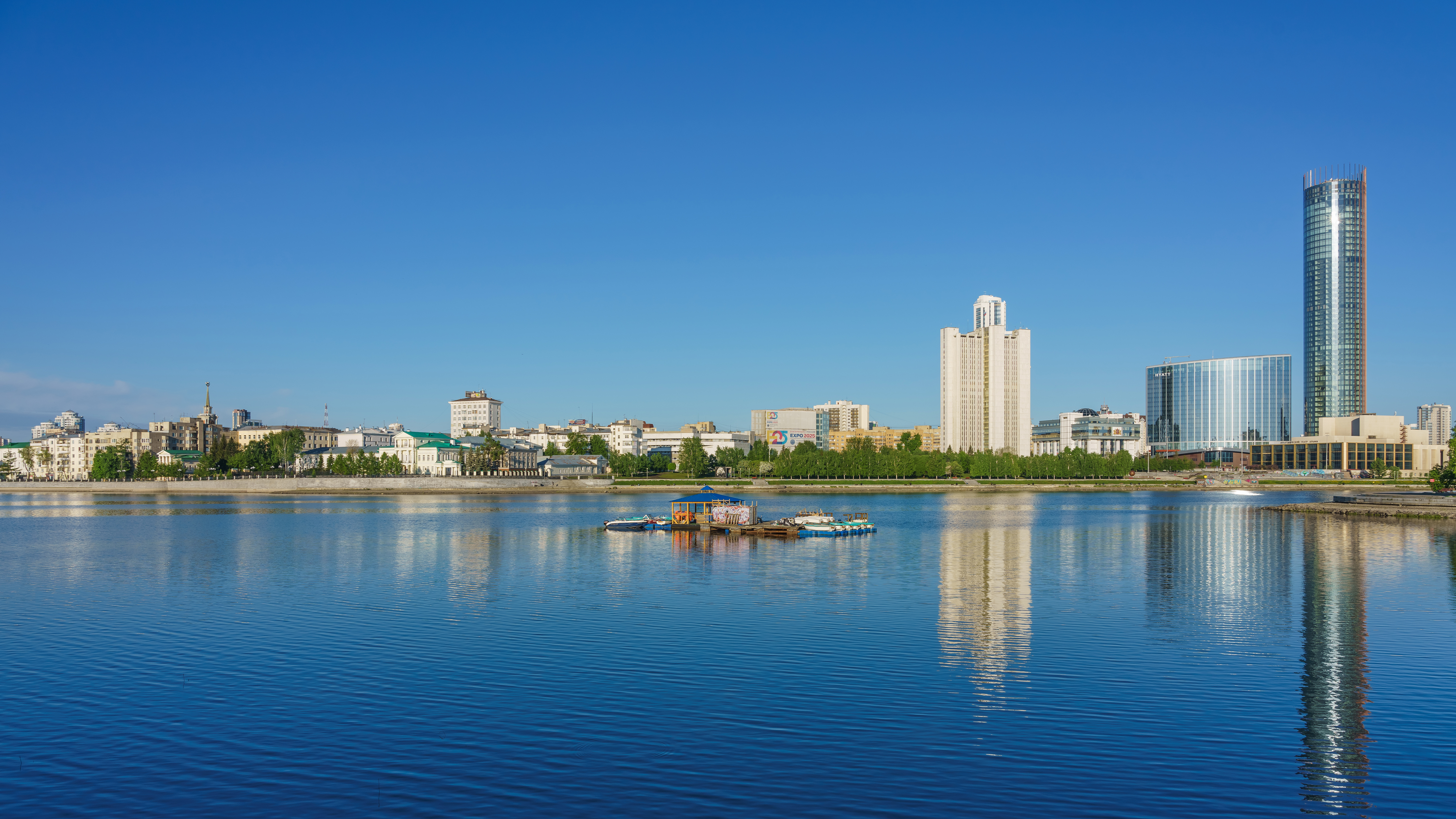
Widok na Yekaterinburg-City

W ostatnich latach w mieście realizowany jest projekt Yekaterinburg-City, nowoczesnej dzielnicy komercyjno-biznesowej. Jego zalążkiem jest kompleks biznesowy Antey. Projekt zakłada oddanie do użytku przestrzeni liczącej ponad 400 000 m² na użytek biznesowy, komercyjny, hotelowy oraz rozrywkowy. Wartość projektu szacowana jest na ponad 1,000,000,000 euro. Zakończenie prac przewidywano na rok 2014, lecz wiadomo, że budowa całego kompleksu z uwagi na problemy finansowe głównego inwestora (UGMK Holding) przeciągnie się o kilka lat. Nowy termin zakończenia projektu nie został określony.
W 2006 r. Jekaterynburg zajął drugie miejsce w rankingu RBC najbardziej atrakcyjnego dla biznesu miasta w Rosji. W 2009 r. rosyjska edycja magazynu Forbes wyłoniła najlepsze dla biznesu miasta rosyjskie. W rankingu tym Jekaterynburg zajął miejsce czwarte. W 2009 r. Jekaterynburg zajął pierwsze miejsce w rankingu rosyjskich miast o liczbie ludności powyżej jednego miliona, który miał wyłonić miasto najlepiej radzące sobie z kryzysem gospodarczym i zarazem najbardziej perspektywiczne miasto pod względem biznesowym. W 2009 r. w kolejnym rankingu RBC dla najbardziej atrakcyjnego dla biznesu miasta w Rosji Jekaterynburg zajął pierwsze miejsce. W 2011 r. McKinsey & Company opublikowała listę 600 miast świata, które według prognoz, będą zajmować pozycje czołowe w 2025 roku. Jekaterynburg znalazł się na tej liście wraz z czterema innymi rosyjskimi miastami, Moskwą, Petersburgiem, Krasnojarskiem i Tiumenią.

## Transport

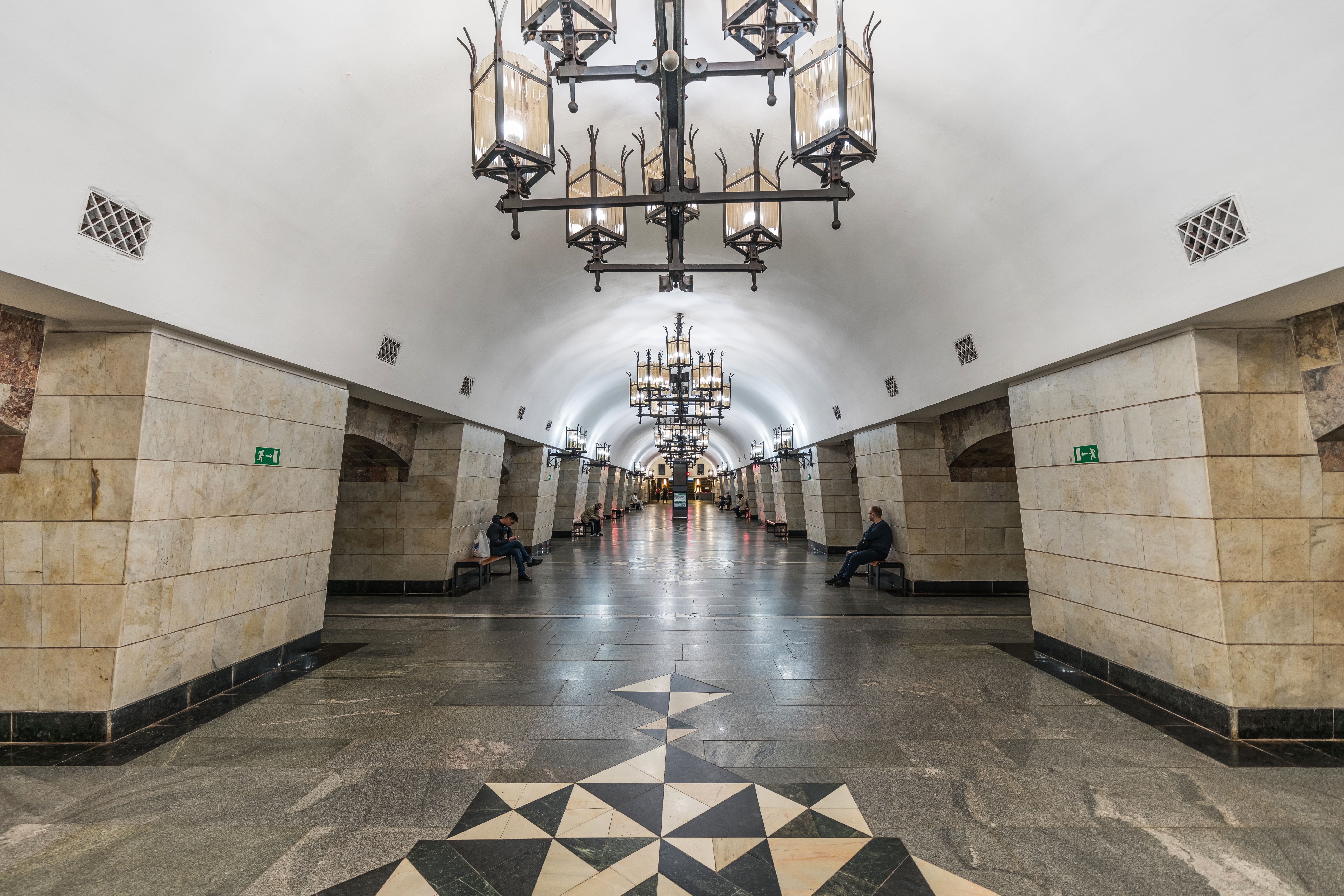
Metro w Jekaterynburgu

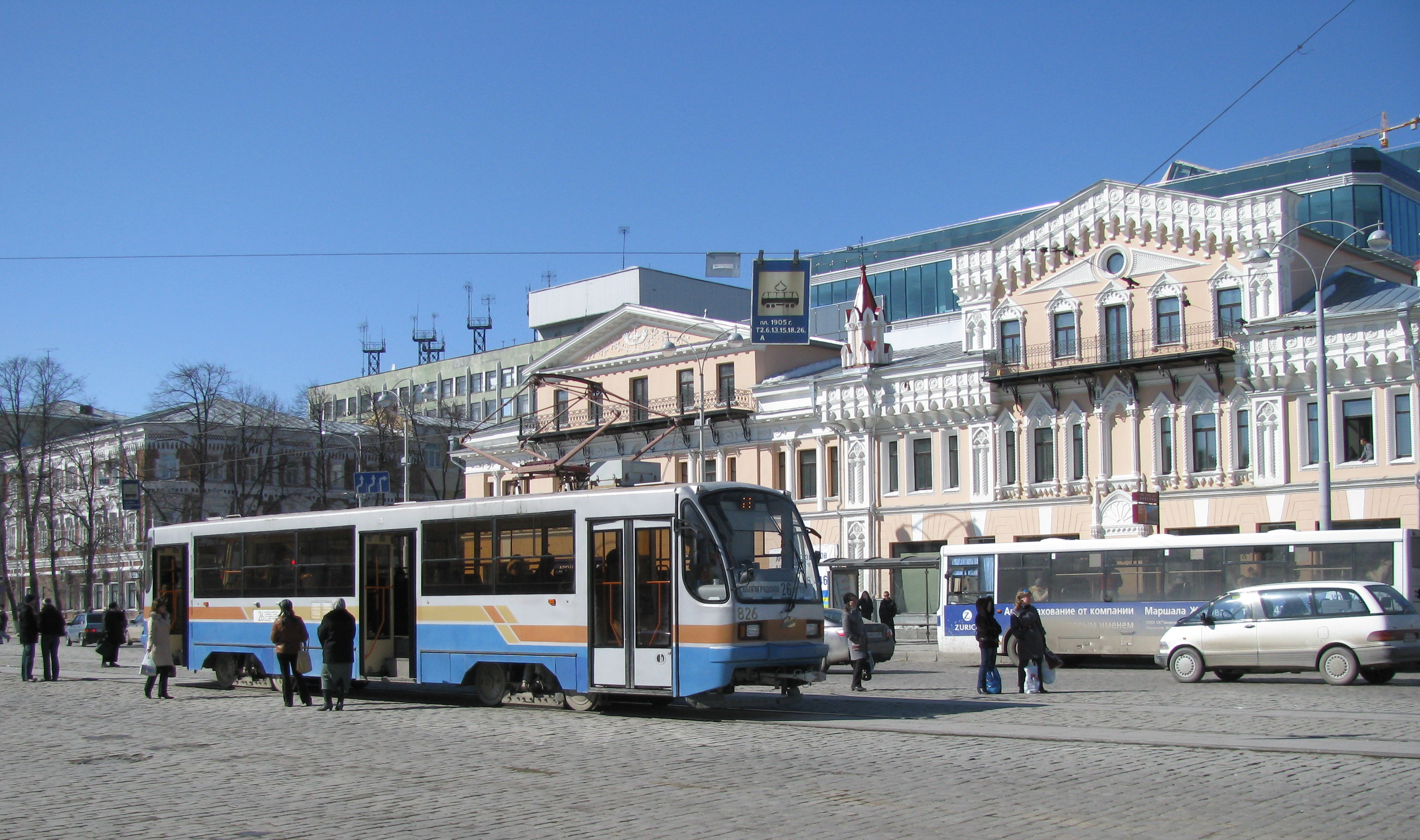
Tramwaj jekaterynburski

Jekaterynburg jest ważnym węzłem transportowym Rosji. Przez miasto przebiega trasa Kolei Transsyberyjskiej. Linie kolejowe zbiegające się w metropolii obsługuje Jekaterynburski Dworzec Pasażerski (do 2010 r. stacja nadal występowała pod nazwą Swierdłowsk). W Jekaterynburgu znajduje się też siedziba Kolei Swierdłowskiej, obsługującej obwód swierdłowski i obwód tiumeński. Przez miasto przebiegają ważne drogi: uralska autostrada federalna M5, P242, P351, P352, P354, P355.
W Jekaterynburgu działa Międzynarodowy port lotniczy Kolcowo (SVX). Jest to piąte największe lotnisko w Rosji, po trzech lotniskach moskiewskich (Domodiedowie, Szeremietiewie i Wnukowie) i petersburskim Pułkowie. Dysponuje połączeniami do największych miast Rosji, jak i również m.in. do Pragi, Pekinu, Mińska, Helsinek czy Frankfurtu. W mieście działają linie lotnicze 2nd Sverdlovsk Air Enterprise i Ural Airlines.

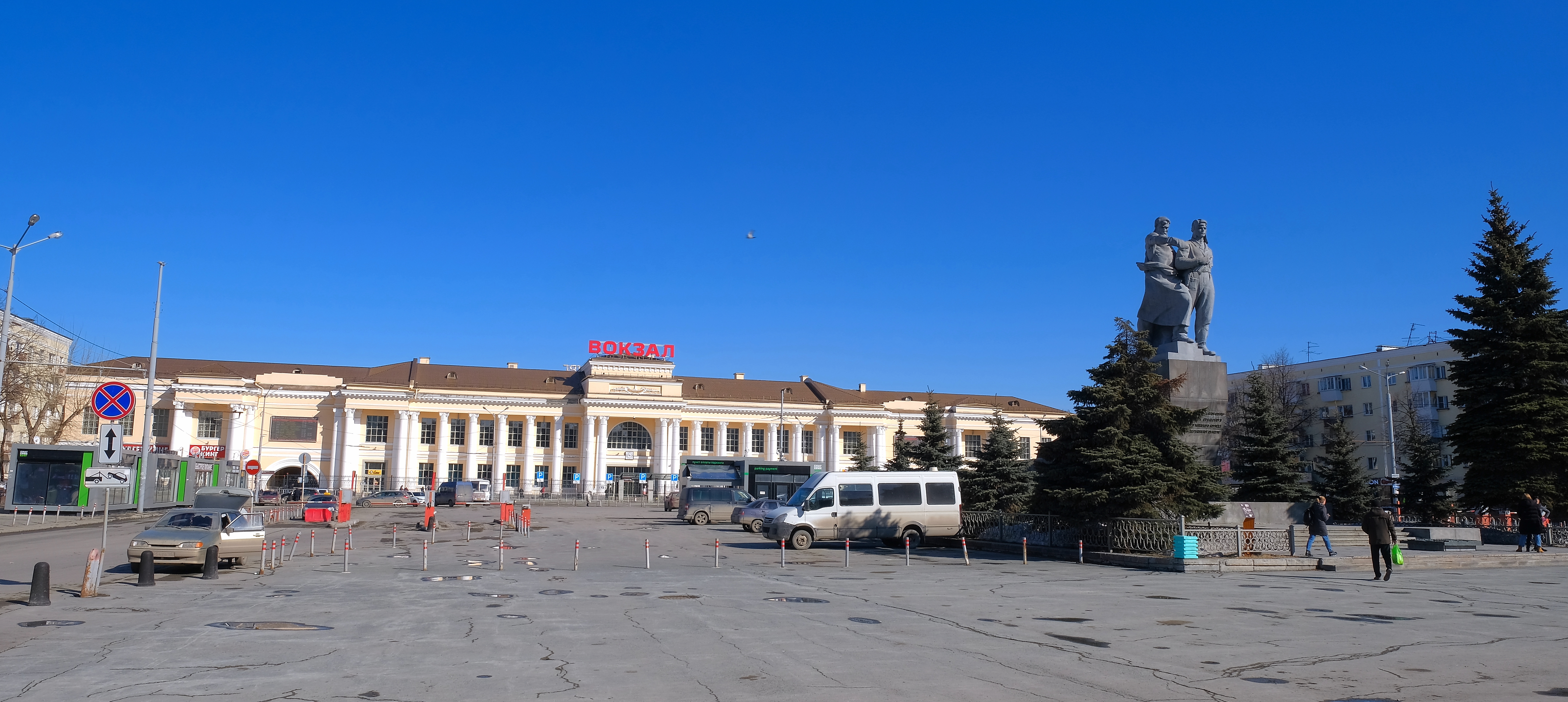
Widok na stację z placu Prywakzalnskiej

Transport publiczny w Jekaterynburgu obsługuje rocznie około 412 milionów pasażerów (2008 r.) i jest to czwarty wynik w Rosji. Warty odnotowania jest spadek liczby przewożonych pasażerów, w 2006 r. było ich 647 milionów. Transport naziemny zapewniają rozbudowane linie tramwajowe, autobusowe, trolejbusowe, a także kolej podmiejska, minibusy czy marszrutki. Od 1991 r. w mieście funkcjonuje nowoczesne metro.
- Przystanek Kolei Transsyberyjskiej
- Dworzec Pasażerski w Jekaterynburgu
- Tramwaje w Jekaterynburgu
- Metro w Jekaterynburgu
- Międzynarodowy port lotniczy Jekaterynburg
- Kolej dziecięca w Jekaterynburgu

## Nauka i oświata

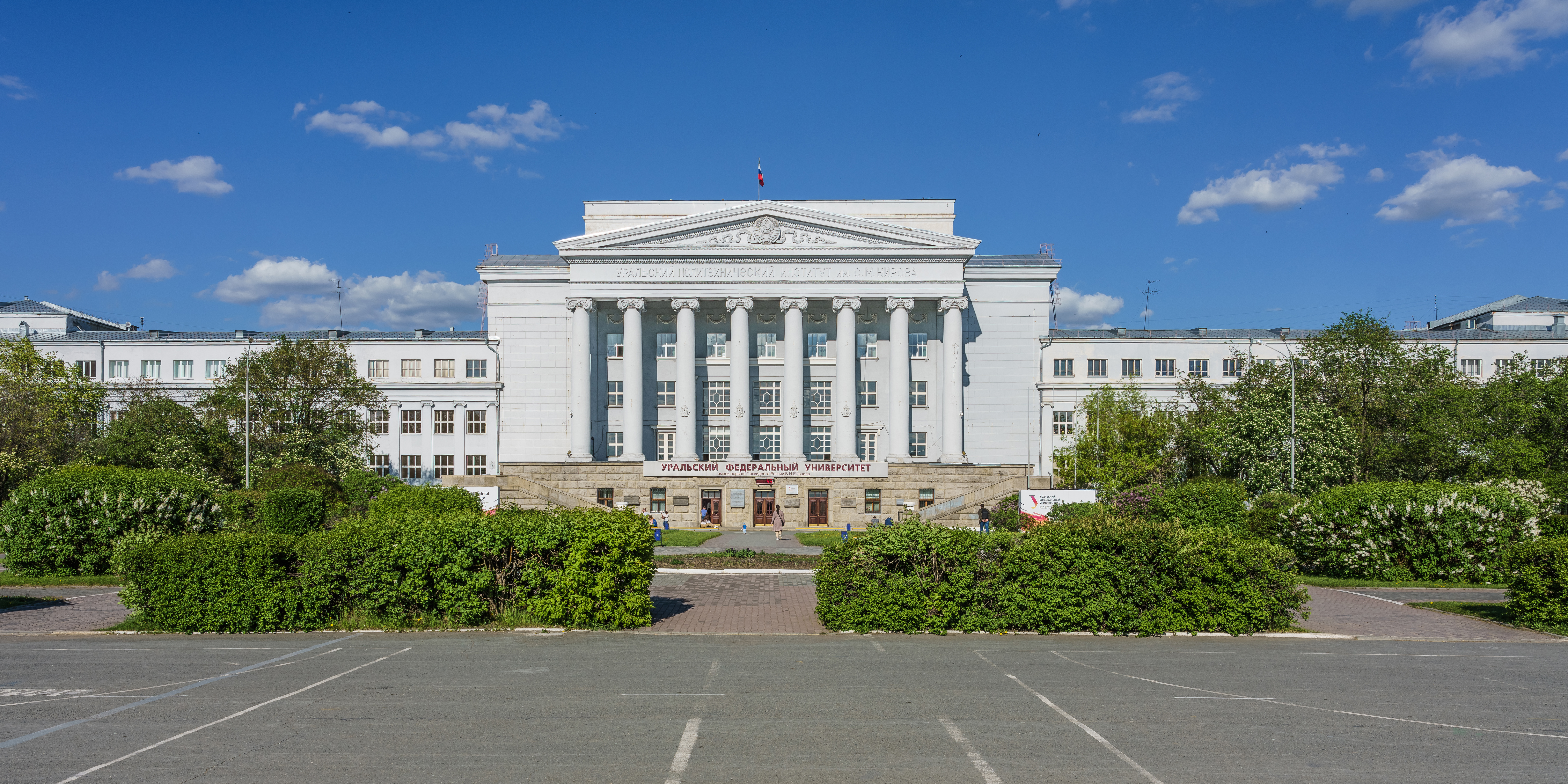
Uralski Uniwersytet Federalny

Jekaterynburg jest jednym z wiodących ośrodków naukowych Federacji Rosyjskiej. Największą uczelnią miasta jest Uralski Uniwersytet Federalny, powstały w 2009 r. na bazie dwóch uczelni: Uralskiego Państwowego Uniwersytetu im. Maksyma Gorkiego i Uralskiego Państwowego Technicznego Uniwersytetu im. Borisa Jelcyna (oba założone w 1920 r. decyzją Włodzimierza Lenina). Oprócz niego w mieście funkcjonują jeszcze inne publiczne uczelnie kształcące studentów w specjalistycznych dyscyplinach naukowych, m.in. Uralski Uniwersytet Pedagogiczny, Uralski Uniwersytet Ekonomiczny, Uralski Uniwersytet Transportu Kolejowego, Uralski Uniwersytet Gospodarki Leśnej, Uralski Państwowy Uniwersytet Górniczy. Na 18 państwowych uczelniach studiuje w sumie 140 000 studentów. W mieście swe siedziby ma także 14 prywatnych uczelni, wyższe seminarium duchowne Rosyjskiego Kościoła Prawosławnego oraz szkoły teatralne oraz muzyczne. W Jekaterynburgu funkcjonuje Uralski Oddział Rosyjskiej Akademii Nauk.

## Kultura

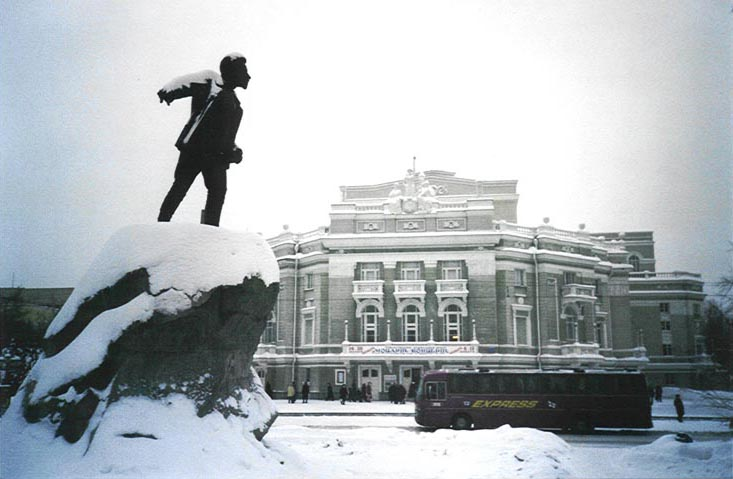
Budynek Opery i Baletu, na pierwszym planie pomnik Jakowa Swierdłowa

W Jekaterynburgu funkcjonuje 60 różnych muzeów i galerii, w tej liczbie m.in. Swierdłowskie Muzeum Regionalne (otwarte w 1871), Muzeum Sztuk Pięknych (1936), Uralskie Muzeum Geologiczne (1937), Muzeum Pisarzy Uralu (1946), Muzeum Wojskowo-Historyczne (1959), Muzeum Historii Jekaterynburga (1992) czy Muzeum Ikon (1999). Muzea jekaterynburskie co roku uczestniczą w programie Noc Muzeów.
Pierwszy teatr w mieście został założony w 1834 przez trupę pochodzącą z Kazania. Obecnie miasto posiada największą liczbę teatrów spośród wszystkich miast rosyjskich zaraz za Moskwą i Petersburgiem. W Jekaterynburgu funkcjonują m.in. Jekaterynburska Państwowa Opera i Balet (1912), Jekaterynburski Teatr Miejski (1930), Swierdłowski Państwowy Teatr Dramatyczny (1930), Miejski Teatr Lalek (1932).
W mieście od 1943 r. działa Swierdłowskie Studio Filmowe. Stale funkcjonuje też 18 kin.
W Jekaterynburgu swe siedziby mają oprócz tego: Swierdłowska Państwowa Filharmonia, Uralski Chór Ludowy oraz kilka znanych w Rosji szkół tanecznych. Znajduje się tu też kilka sal koncertowych, z których największa może pomieścić 2000 widzów. Z miasta pochodzą znane rosyjskie zespoły rockowe, takie jak Nautilus Pompilius, Chaif, Agatha Christie. Z innych obiektów kulturalno-rekreacyjnych warto wymienić znajdujące się w Jekaterynburgu parki (największy im. Majakowskiego), Jekaterynburskie Zoo, Cyrk Jekaterynburski (z miejscami na 2600 widzów), a także ogrody, parki oraz arboretum. W mieście działa też kilkanaście bibliotek, z których największą jest Swierdłowska Biblioteka Naukowa.

## Sport

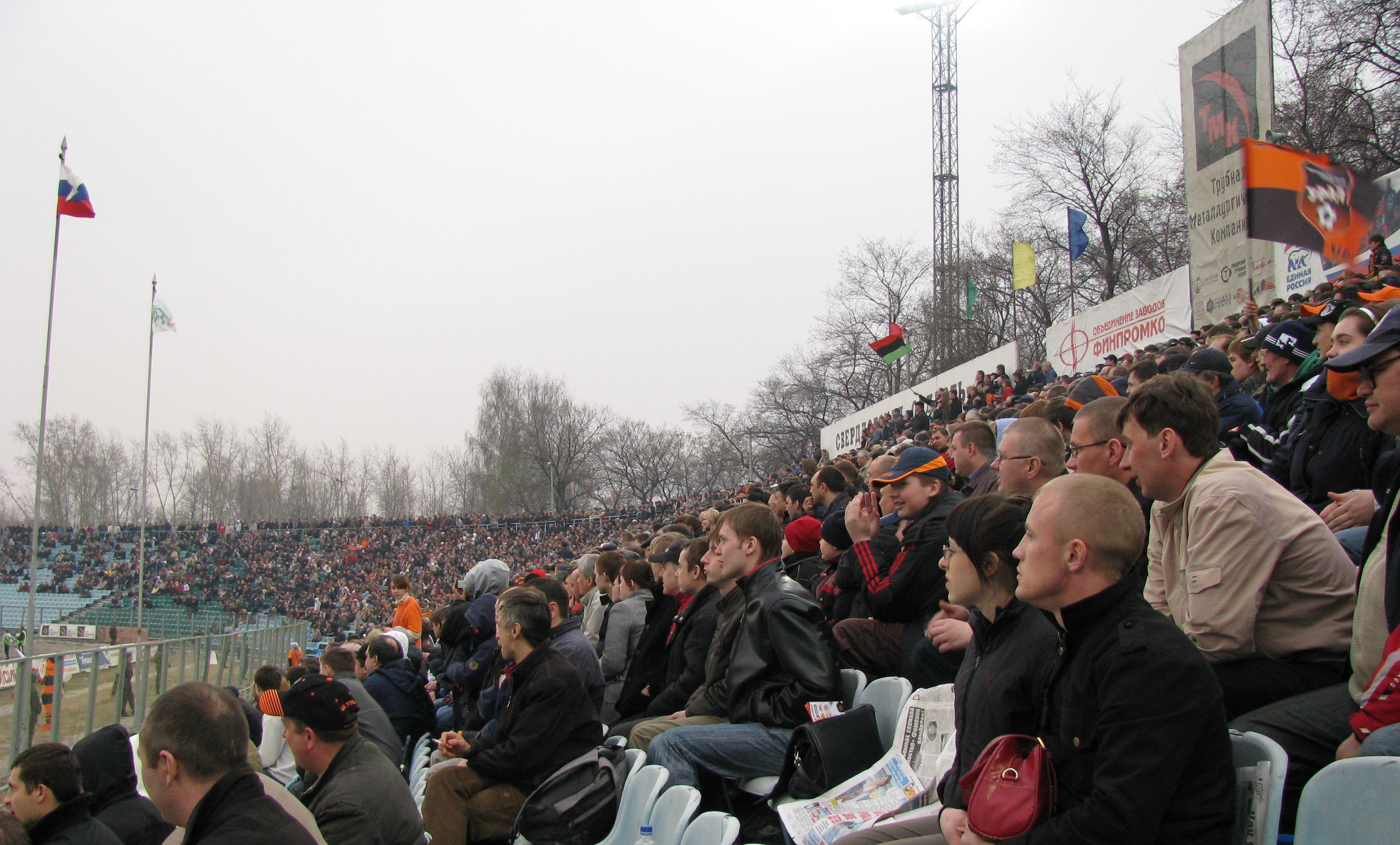
Mecz miejscowego Uralu

W Jekaterynburgu znajduje się 1728 obiektów sportowych, w tym m.in. 16 stadionów i 45 pływalni.
Najważniejsze obiekty sportowe w mieście to:
- Stadion Centralny w Jekaterynburgu (pojemność: 27 000)[86]
- Stadion Uralmasz (pojemność: 13 500)
- Pałac Sportu (pojemność: 5000)
- Kompleks Kulturalno-Rozrywkowy Uralec (pojemność: 5500).

Miasto jest jednym z kandydatów na miasto-gospodarza Mistrzostw Świata w Piłce Nożnej, które w 2018 r. odbędą się w Rosji. Sportowcy związani z Jekaterynburgiem to m.in. Siergiej Czepikow (biathlonista), Pawieł Daciuk (hokeista), Nikołaj Karpol (trener siatkarski), Nikołaj Chabibulin (hokeista).
Najważniejsze kluby sportowe w mieście to:
- Awtomobilist Jekaterynburg – klub hokejowy
- Lokomotiw Jekaterynburg – klub piłki siatkowej mężczyzn
- Dinamo Swierdłowsk – klub piłkarski
- Urał Jekaterynburg – klub piłkarski
- Urałoczka Jekaterynburg – klub piłki siatkowej kobiet
- UMMC Jekaterynburg – klub piłki koszykowej kobiet.

## Wojsko
Miasto jest siedzibą dowództwa Centralnego Okręgu Wojskowego Sił Zbrojnych Federacji Rosyjskiej. W mieście stacjonuje dowództwo i sztab 43 Samodzielnej Brygady Kolejowej.

## Stosunki międzynarodowe
Jekaterynburg ma podpisanych dziewięć umów partnerskich z innymi miastami na świecie, w tym gronie brak miast polskich. Od 2010 r. trwają rozmowy w celu ustanowienia partnerstwa z abchaskim Suchumi. W mieście działa trzynaście konsulatów generalnych różnych państw, osiem centrów wydających wizy, osiem konsulatów honorowych oraz kilka przedstawicielstw handlowych różnych krajów.

### Miasta partnerskie
- Dnipro, Ukraina
- Kanton, Chińska Republika Ludowa
- Pilzno, Czechy
- San Jose, Stany Zjednoczone
- Genua, Włochy
- Wuppertal, Niemcy
- Inczon, Korea Południowa
- Annaba, Algieria
- Ferentino, Włochy

### Konsulaty
- Konsulat Azerbejdżanu
- Konsulat Białorusi
- Konsulat Bułgarii
- Konsulat Chińskiej Republiki Ludowej
- Konsulat Czech
- Konsulat Francji
- Konsulat Kirgistanu
- Konsulat Niemiec
- Konsulat Stanów Zjednoczonych
- Konsulat Tadżykistanu
- Konsulat Węgier
- Konsulat Wielkiej Brytanii
- Konsulat Wietnamu